# Lijst van presentatoren van RTL Nederland
Hieronder volgt een lijst van (co-) presentatoren en presentatrices die bij RTL werken of gewerkt hebben.
Legenda
-  = Actieve presentatoren (inclusief vaste deskundigen van RTL Boulevard) zijn voorzien van een zwart blokje.
- Jaartallen betreffen alleen presentatiewerk (geen acteerwerk).

## A
|  | Naam                   | Periode              | Programma (onder andere) | Opmerkingen |
|  | ---------------------- | -------------------- | --- | ----------- |
|  | Nico Aaldering         | 2005–0000            | RTL 7: RTL Autowereld |             |
|  | Cynthia Abma           | 2006–2010            | RTL 4: Bestemming Nederland, Mijn tweede thuis, 4ME, Ik kom bij je eten |             |
|  | Nicole Adriaens        | 1995–1996            | |             |
|  | Arlette Adriani        | 2003 2016–2023       | RTL 4: Puzzeltijd, Vragenvuur, Dit Is Mijn Toekomst, Gooische Passie, Life is Beautiful, Nederland Beleeft!, Lekker Op Vakantie, Buitengewoon Nederland                            |             |
|  | Asjha van den Akker    | 1995                 | RTL 5: Dubbelklik |             |
|  | Michiel Akkerman       | 2004–2005            | RTL 4: Lijn 4 |             |
|  | Najib Amhali           | 2009, 2013 2017–2020 | RTL 4: Het KerstSterrenCircus, Comedy Factory, Het Zijn Net Mensen (teamcaptain), Wie ben ik? (panellid), Little Big Stars, Beste Kijkers (invallend teamlid), De Battle (teamlid) |             |
|  | Romilde Appel          | 1992–1995            | RTL 4: Ouders van Nu RTL 5: Liefde: Lusten en Lasten |             |
|  | Raynor Arkenbout       | 2016–2017            | RTL 4: Trips & Travel |             |
|  | Donald Armour          | 1999–2001            | RTL 5: Golf Par 5 |             |
|  | Josefine van Asdonk    | 2011                 | RTL 4: Gezond Mooi & Gelukkig |             |
|  | Jandino Asporaat       | 2013–2018            | RTL 4: Wie ben ik? (panellid), Alles Mag op ..., Dance Dance Dance, Playback Je Gek, Het Zijn Net Mensen (teamcaptain) RTL 5: DINO                                                 |             |
|  | Vivienne van den Assem | 2018–0000            | RTL 4: RTL Boulevard, Je Kent Me Toch Schat? RTL 5: Crime Desk |             |

## B
|  | Naam                           | Periode                            | Programma (onder andere) | Opmerkingen |
|  | ------------------------------ | ---------------------------------- | --- | ----------- |
|  | Aran Bade                      | 2018–0000                          | RTL 4: RTL Boulevard |             |
|  | Suraya Baboeram-Panday         | 2016–2017 2021–2022                | RTL 4: Altijd Jong, Lekker in je Vel, Lekker Op Vakantie RTL 7: In De Ban Van |             |
|  | Michael Bakker                 | 2021–2023                          | RTL 4: Life is Beautiful |             |
|  | Sonja Bakker                   | 2009–2010                          | RTL 4: SOS Sonja |             |
|  | Jim Bakkum                     | 2007 2012 2025                     | RTL 4: De Weg naar Fame, RTL Boulevard, The Headliner |             |
|  | Barbara Barend                 | 2005–2007 2016–2018                | RTL 4: Klein Oranje, RTL Boulevard RTL 5: RTL Sport RTL 7: Voetbal Inside |             |
|  | Frits Barend                   | 1990–2007                          | RTL 4: Barend & Van Dorp, Barend & Van Dorp, Villa BvD RTL 5: Barend & Van Dorp |             |
|  | Annette Barlo                  | 1995–1997                          | RTL 5: Rabo Top 40 |             |
|  | Mariëlle Bastiaansen           | 2004–2008 2013                     | RTL 4: Looking Good, Life Is Beautiful |             |
|  | Martin van Batenburg           | 2005–2006                          | RTL 4: Spelevisie |             |
|  | Frans Bauer                    | 2003 2019–2023                     | RTL 4: De Bauers (reallifeserie), The Voice Senior (coach), De Bauers in Argentinië, Goed Voor Elkaar, De Bauers: Bestemming Onbekend, Tour De Frans, Secret Duets (panellid) | [ 1 ]       |
|  | Mariska Bauer                  | 2003 2020–2022                     | RTL 4: De Bauers (reallifeserie), De Bauers in Argentinië, De Bauers: Bestemming Onbekend |             |
|  | Wim Bax                        | 2002                               | RTL 4: Recht van Spreken |             |
|  | Tijl Beckand                   | 2010–0000                          | RTL 4: Echt Waar?!, De Jongens Tegen de Meisjes, VriendenLoterij Holland’s Next Millionaire, De Grote Improvisatieshow, Superkids (jurylid), Professor Nicolai en Dr. Beckand, Het perfecte plaatje, Superstar Chef, Wie ben ik? (teamcaptain), Gemaakt in Nederland, Dancing with the Stars, De Verraders, Game Of Talents, De TV Kijker Van Het Jaar, Volg je me nog? (teamcaptain), De 1% Quiz, Het perfecte plaatje op reis, De Moeite Waard, Beste Kijkers (teamcaptain), Waar Gaat Het Over?, Beste Kijkers 2023 (teamcaptain) Beste Kijkers 2024 (teamcaptain) Videoland: TAFKAL |             |
|  | Celeste van Beek               | 1997                               | RTL 4: Tennis Report |             |
|  | Jeroen van Beek                | 2015–2016                          | RTL 4: Life Is Beautiful |             |
|  | Dyanne Beekman                 | 2002–2004 2009–2010                | RTL 4: Looking Good, Look of Love |             |
|  | Beertje van Beers              | 2001 2012–2017 2020–2021           | RTL 4: Staats Loterij Magazine, Altijd Jong, We Love 2 Shop, Goodlife |             |
|  | Margreet Beetsma               | 2007–0000                          | RTL 4: Editie NL |             |
|  | Mireille Bekooij               | 1994–2000 2006–2008                | RTL 4: Koffietijd, Koken met Sterren |             |
|  | Tatyana Beloy                  | 2023–0000                          | RTL 5: Big Brother |             |
|  | Vivianne Bendermacher          | 2016–2020                          | RTL 4: RTL Boulevard |             |
|  | Gert Berg                      | 1989–1990 1994— 1996               | RTL 4: Berg RTL 5: De Nacht |             |
|  | Marie-Claire van den Berg      | 2014–2017                          | RTL 4: Ons Huis Verdient Het |             |
|  | Nathalie van den Berg          | 2019–0000                          | RTL 4: De Visvrouwen |             |
|  | Reinier van den Berg           | 1989–2024                          | RTL 4: RTL Weer |             |
|  | Jojanneke van den Berge        | 2012–2013                          | RTL 4: RTL Boulevard, Wat vindt Nederland?, De Grote Improvisatieshow |             |
|  | Elles Berger                   | 1989–1997                          | RTL 4: Match, RTL Sport, Barend en Van Dorp (1990—1993) |             |
|  | Martijn van den Bergh          | 2003–2005                          | RTL 4: De Gossip Quiz, Spotlight |             |
|  | John Bernard †                 | 1989–2002                          | RTL 4: RTL Weer, De Ideeënbus |             |
|  | Ramon Beuk                     | 2010–2011                          | RTL 4: WereldWijnen |             |
|  | Francis Beukeveld              | 2015                               | RTL 4: Body Mind & Care |             |
|  | Michiel Bicker Caarten         | 1994                               | RTL 5: V-Extra, RTL5 Nieuws |             |
|  | Marcella de Bie                | 2018–2019                          | RTL 7: RTL Autowereld |             |
|  | Gaby Blaaser                   | 2010–2011 2015–2016 2020           | RTL 4: Campinglife Videoland: In Shape Met Gaby |             |
|  | Jeroen Bleekemolen             | 2008                               | RTL 7: Wheels on 7 |             |
|  | Laura van der Blij             | 2013                               | RTL 4: RTL Weer |             |
|  | Herman den Blijker             | 2004–2019                          | RTL 4: Herman Helpt, Herman's Kookeiland, Herrie aan de Horizon, Enkele Reis Paradijs, Herrie in de keuken!, Herrie in je Huiskamer, Herrie in het Hotel, Mijn Tent is Top, Herrie Gezocht, Herrie XXL, Herman's Restaurant School, Herman Zoekt Kerststerren, Herman's Passie voor Eten, Herman Gaat Ver, The Taste, Herman & Martijn: Op De Proef Gesteld, Herrie In Hotel Spaander, Grillmasters: Wie Is De Beste BBQ'er Van Nederland?, Herrie op de Bosbaan, Herrie in de Druiventros, Zelfbouwers Rotterdam, Herman Tegen De Rest, Herman’s Pop-up Restaurant RTL 5: Herman Helpt, Hermans Helden, Herman zoekt chef, Herrie in de keuken! |             |
|  | Dieuwertje Blok †              | 1989–1990                          | RTL 4: De 5 Uur Show, De Prime Time Show, Dieuwertje |             |
|  | Susan Blokhuis                 | 2007, 2011                         | RTL 4: Lijn 4, Apotheek & Gezondheid TV Magazine |             |
|  | Vivian Boelen                  | 1990–2003 2011–2012                | RTL 4: RTL Nieuws, Medisch Meesterschap, Chirurgenwerk, Het Leven gaat Door, Lifestyle Exclusief, Peter R. de Vries, Misdaadverslaggever, Travelmagazine, Top Santé, Het Overkomt Altijd Een Ander, Het Uur van de Waarheid, Vertel 't RTL, Kijk op Wonen, Opnieuw Beginnen, Apotheek & Gezondheid TV Magazine |             |
|  | Bram Boender                   | 2021–2022                          | RTL 4: Altijd Jong |             |
|  | Frank de Boer                  | 2021–2022                          | RTL 7: UEFA Champions League (analist) |             |
|  | Hadassah de Boer               | 2001                               | RTL 4: Met Man en Macht |             |
|  | Heleen de Boer                 | 1989–1990                          | RTL 4: RTL Weer |             |
|  | Maik de Boer                   | 2004–2006 2009–2016                | RTL 4: Looking Good, RTL Boulevard, Ik kom bij je eten, Hotter Than My Daughter, Door het oog van de naald (jurylid), Zeesterren (scheidsrechter) |             |
|  | Sacha de Boer                  | 1995                               | RTL 4: RTL Nieuws RTL 5: Nieuwsflits, RTL 5 Nieuws |             |
|  | Sophia de Boer                 | 1993–1994 1997–1998 2000 2014–2016 | RTL 4: TV Boetiek, Ron's Jong Geluk Show, Life is Beautiful RTL 5: TV Boetiek, Top5 |             |
|  | Teun de Boer                   | 2021–2024                          | RTL 7: UEFA Champions League (commentator) |             |
|  | Casper van Bohemen             | 1998                               | RTL 4: Beroepsgeheimen |             |
|  | Marit van Bohemen              | 2004–2008 2022–0000                | RTL 4: Campinglife, Van Woonvilla Naar Droomvilla |             |
|  | Hans Böhm                      | 2000–2001                          | Böhms Bovenkamer |             |
|  | Wilson Boldewijn               | 2008–2015                          | RTL 4: Editie NL |             |
|  | Frits Bom †                    | 1991–1998                          | RTL 4: De Vakantieman, Kans Voor Een Kind, Bij Van Duin, Elke Nederlander wordt geacht de wet te kennen, De Vakantieman op Reis |             |
|  | Remy Bonjasky                  | 2022–0000                          | Videoland: Glory (analist) |             |
|  | Michael Boogerd                | 2009–2011 2013–2019                | RTL 7: Wielerland, Tour du Jour |             |
|  | Arie Boomsma                   | 2018–2020                          | RTL 4: RTL Boulevard, RTL Gezondheidstest (panellid) |             |
|  | Corine Boon                    | 2000 2002–2009 2012–2019 2022      | RTL 4: Spott TV, Thuis op het Internet, Campinglife, Eigen Huis & Tuin, Wil Je Met Me Trouwen?, Game Ville, Gewoon Mooier, Spoor van Leven, Droom van een Tweede Huis, Van Slager Tot Chef, Life is Beautiful |             |
|  | Mary Borsato                   | 2020                               | RTL 5: Borsato's Budget Bruiloft |             |
|  | Etty Bos-Veterman              | 2000, 2002                         | RTL 4: Wat recht is..., Recht van Spreken |             |
|  | Gerlof Bos                     | 2013                               | RTL 4: Citynews: Hallo Holland |             |
|  | Bart Bosch                     | 1990–1991 2015                     | RTL 4: Scrabble, Telekids, Life Is Beautiful, Bart's Wereld |             |
|  | Jantine van den Bosch          | 2018                               | RTL 4: Schilderen is een Vak |             |
|  | Jan Boskamp                    | 2018–2024                          | RTL 7: UEFA Champions League (analist), UEFA Europa League (analist), Voetbal Inside, VTBL |             |
|  | JayJay Boske                   | 2015–2018 2022–0000                | RTL 5: Wie is de Sjaak? RTL 7: RTL Autowereld, Klushelden Videoland: Glory (verslaggever) |             |
|  | Suzanne Bosman                 | 1999–2013                          | RTL 4: RTL Nieuws, Nieuws aan tafel, Wat kiest Nederland? RTL 5: RTL Z |             |
|  | Sanne Boswinkel                | 2005–2017                          | RTL 4: RTL Nieuws |             |
|  | Carlo Boszhard                 | 1991–0000                          | RTL 4: Telekids, De Gek van de Week Show, RTL Club, Hitbingo, Pittige Tijden, Monte Carlo, Liefde op het Eerste Gezicht, Sterrengeheimen, De Goede Tijden Slechte Tijden Quiz, Mc Carlo, De Carlo & Irene Show, Edison Music Awards 1998, Ja Ik Wil Een Miljonair, Staatsloterij € 100.000 Show, Welkom Op Je Bruiloft, Jong Geleerd, Win 't en In 't, Staatsloterij Live, Succes Verzekerd, Life & Cooking, Gelukkig Je Bent Er, Ik Wed Dat Ik het Kan, Life 4 You, De TV Kantine, Zie Ze Vliegen, Sunday Night Fever (coach/jurylid), Comedy Kids (jurylid), Typisch Carlo & Irene, Superkids (jurylid), Carlo's TV Café, Wil Wil Wel, Een Goed Stel Hersens, The Masked Singer (panellid), Married at First Sight, Beste Kijkers (teamcaptain), Married at First Sight: Second Chance, I Can See Your Voice, Oh wat een Jaar! (teamcaptain), De Casting Kantine (jurylid), Make Up Your Mind, Oh wat een Kerst! (teamcaptain), Play That Song Again (panellid), The Floor |             |
|  | Froukje de Both                | 2007–0000                          | RTL 4: Wie Wordt de Man van Froukje?, Nederland Vertrekt, TV Makelaar / TV Makelaar: Mission Impossible, 10 Jaar Jonger in 10 Dagen, Ik Kom Bij Je Eten, RTL Boulevard, De Grote Improvisatieshow, RTL Woonmagazine, Wie Doet de Afwas?, Eigen Huis & Tuin, Extreem Jaloers, Gênante Tanden, Het Beste Voor Je Kind, Leer Mij Wijn Kennen, Goede Tijden Zomer Tijden, Eigen Huis & Tuin: Lekker Leven, De Kook Challenge |             |
|  | Sipke Jan Bousema              | 2008–2009                          | RTL 4: RTL Boulevard |             |
|  | Merel Bouw                     | 2025–0000                          | RTL 4: Het Goede Buitenleven |             |
|  | Peter Bouw                     | 2022–0000                          | RTL 4: Het Goede Buitenleven |             |
|  | Eric Bouwman                   | 2006–2007 2011–2013                | RTL 4: Bestemming Nederland, Go Cycling |             |
|  | Mirjam Bouwman                 | 2000–2001                          | Spelevisie |             |
|  | Kristina Bozilovic             | 2003–2006                          | RTL 4: Lijn 4, Dayzers on Tour, Staatsloterij Magazine, Staatsloterij Muziekland, 4 in het land |             |
|  | Leonie ter Braak               | 2023–0000                          | RTL 4: Blow Up, Doet-ie 't Of Doet-ie 't Niet (panellid), Beste Kijkers 2023 (panellid), Beste Kijkers (panellid), Voor Hetzelfde Geld, Wat Een Dag, Wonen Onder De Zon Voor Minder Dan Een Ton, B&B Vol Liefde (specials), Winter Vol Liefde (specials), RTL Tonight | [ 2 ]       |
|  | Joop Braakhekke †              | 2002–2005                          | RTL 4: Staatsloterij Magazine: Joop op Staatsbezoek |             |
|  | Sjaak Bral                     | 1999                               | RTL 4: Het Wakend Oog |             |
|  | Viktor Brand                   | 1997–1998                          | RTL 4: Tennis Report |             |
|  | Natasha van den Brand-Horninge | 2007–2009 2010                     | RTL 4: House Vision, Health Angels |             |
|  | Rick Brandsteder               | 2007–2012 2015–2023                | RTL 4: Sponsor Bingo Loterij/Vriendenloterij: de Winnaars, Ik kom bij je eten, RTL Boulevard, Expeditie Robinson RTL 5: Temptation Island, Temptation Talk, Wie is de Sjaak?, Zon Zuipen Ziekenhuis: Hier is het feestje, Five Days Inside Videoland: De Bachelor, De Bachelorette, Take Me Out: Mother Knows Best, Temptation Talk, The Masked Singer: After the Mask |             |
|  | Ron Brandsteder †              | 1990–2007                          | RTL 4: Ron's Honeymoonquiz, A Star Is Born, Ron's 2e Jeugd Show, Ron's Jong Geluk Show, Wie ben ik?, Moppentoppers, Parodie Parade, Sterrenflat, Laat ze maar lachen, De kans van je leven, Bij Ron of André, Ron & André's Bingopaleis, Dancing with the Stars |             |
|  | Patty Brard                    | 1989–1990 1994–2006 2011–2014 2019 | RTL 4: Gaan met die banaan, Hart van de stad, Onder de B van Brard, Diva's Draaien Door, Ik kom bij je eten, Koffietijd (gastpresentator) RTL 5: Hotter Than My Daughter, Lust Liefde of Laten Lopen, Echte meisjes op de prairie |             |
|  | Rosalie van Breemen            | 2002–2003                          | RTL 4: RTL Boulevard |             |
|  | Hans van Breukelen             | 1989                               | RTL 4: Aanvallen! |             |
|  | Jos Brink †                    | 1990–1996; 1996—2007               | RTL 4: Wedden Dat...?, 1 van de 8, De 64.000 Gulden Vraag |             |
|  | Robert ten Brink               | 2006–0000                          | RTL 4: All You Need Is Love, Lotto Weekend Miljonairs/ BankGiro Miljonairs, Klasgenoten, BN'ers In Het Park, Laat Ze Maar Lachen, Lotto's Onvergetelijke Zondag, Het Moment van de Waarheid, Succes Verzekerd, Nederland Vertrekt, Look of Love, RTL Boulevard, Het Zesde Zintuig, Holland's Got Talent, De Bachelor, Wie Trouwt Mijn Zoon?, Love Is In The Air, Bankgiroloterij: The Big Picture, Screentest (juryvoorzitter), Je Kent Me Toch Schat?, Merry Little Christmas, Bestemming Weerzien, Opvoeden Doe Je Zo, Een Magisch Kerstverhaal |             |
|  | Tamara Brinkman                | 2008–2009                          | RTL Travel |             |
|  | Nadia-Jane Bristoll            | 2014–2015                          | RTL 4: Ik Zoek Een Baan |             |
|  | Suus de Brock                  | 2022–0000                          | RTL 4: Sky High Dubai, Van Buiten Dromen!, Sky High St. Maarten |             |
|  | Jessica Broekhuis              | 1996–1997                          | RTL 4: Waterlanders |             |
|  | Patricia Brok                  | 1994–1995                          | RTL 4: Ron's Jong Geluk Show (assistente), U Bent Aan de Beurt |             |
|  | Giovanni van Bronckhorst       | 2023–2024                          | RTL 7: UEFA Champions League (analist) |             |
|  | Holly Mae Brood                | 2019–0000                          | RTL 5: Love Island Videoland: Love Island, Love Island Xmas Reunion, Viewing Party: De Verraders, I Kissed a Girl |             |
|  | Kevin Brouwer                  | 2004–2006 2010–2020                | RTL 4: Live op 4, LifestyleXperience, Trips & Travel, Da's Goed Geregeld, De Beste van Nederland, The Challenge, De Helden van Nu |             |
|  | Mariëtte Bruggeman             | 1989                               | RTL 4: Omroepster |             |
|  | Caroline de Bruijn             | 1999–2000 2013, 2015 en 2018       | RTL 4: Van Hier Tot Tokio, Romancing The Globe |             |
|  | Inge de Bruijn                 | 2015 2020–0000                     | RTL 4: Altijd Jong, Nederland Ontdekt |             |
|  | Koert-Jan de Bruijn            | 2008–2012 2014–0000                | RTL 4: House Vision, Bestemming Nederland, Ik kom bij je eten, RTL Snowmagazine, Droom van een huis, Lang zullen we leven, Koffietijd (reportages), Wist je dat?!, RTL Just Away, Schoner Nederland, Ik BBQ voor jou!, Off Piste, Life is Beautiful, RTL Kampeert, Campingtijd |             |
|  | Nina de Bruijn                 | 2025–0000                          | RTL 4: Chicklovefood on Tour |             |
|  | Annemarie Brüning              | 2014–2017 2020                     | RTL 4: Mijn leven, mijn gezondheid, Honden TV RTL 7: De Succesfactor RTL Z: TeamNL, De Barometer |             |
|  | Ellen Brusse                   | 1997                               | RTL 4: Tearoom |             |
|  | Menno Buch †                   | 2012–2014                          | RTL 4: Buch in de Bajes |             |
|  | Nicole Buch                    | 2015–2017                          | RTL 4: Buch in de Bajes |             |
|  | Werner Budding                 | 2008 2014–2017 2022–0000           | RTL 4: De Mooiste Wegen RTL 7: Wheels on 7, Autovisie TV, RTL Autovisie |             |
|  | Joost Buitenweg                | 2003                               | RTL 4: Rode Kruis Vragenvuur |             |
|  | Daphne Bunskoek                | 2005–2008 2013 2018–2020 2022-0000 | RTL 4: RTL Boulevard, Volgende Week, 5 Uur Live, Beste Kijkers (panellid), Beste Kijkers 2023 (panellid), Beste Kijkers 2024 (panellid), Kopen Zonder Kijken (eenmalig), Los Het Op! RTL 5: RTL Travel |             |
|  | Ben van der Burg               | 2013                               | RTL 7: RTL Sportcafé: Schaatsen |             |
|  | Erik Burgers                   | 2016–2018 2020–2023                | RTL 4: LifestyleXperience, Onderweg naar de Regio RTL Z: How it’s Done (Plus) |             |
|  | Caspar Bürgi                   | 2006–2008 2010–2017                | RTL 4: Food & Fit, Koffietijd |             |

## C
|  | Naam                         | Periode                            | Programma (onder andere) | Opmerkingen |
|  | ---------------------------- | ---------------------------------- | --- | ----------- |
|  | Yolanthe Cabau van Kasbergen | 2014–2018                          | RTL 4: Reunited, De Jongens tegen de Meisjes, The Talent Project RTL 5: Expeditie Poolcirkel Videoland: Temptation Island VIPS                                                   |             |
|  | Chahid Charrak               | 2022                               | RTL 4: Hart van Goud |             |
|  | Sonja Cherrat                | 2013                               | RTL 4: Hoe schoon is... |             |
|  | Kiki Classen                 | 1996                               | RTL 5: Waar vallen vrouwen voor |             |
|  | Yvonne Coldeweijer           | 2010–2013 2014–2015                | RTL 8: Telekids RTL4: Campinglife |             |
|  | Nance Coolen                 | 1998–1999 2014–2017 2019–2020 2022 | RTL 4: Familie Gezocht, Staatsloterij: Puur Geluk, Wie doet de Afwas?, RTL Woonmagazine, Kanjers Van Kinderen: Hun Strijd Tegen Kanker, Call 2 Action, VUUR! RTL 5: Liefde is... |             |
|  | Inge Cornelisse              | 2013                               | RTL 4: Hoe schoon is... |             |
|  | Tim Coronel                  | 2006–2008                          | RTL 7: AutoXperience |             |
|  | Tom Coronel                  | 2005–0000                          | RTL 7: AutoXperience, Wheels on 7, RTL Autowereld |             |
|  | Fresia Cousiño Arias         | 2016–2018                          | RTL 7: RTL Sport Update |             |
|  | Juliën Croiset               | 1998–1999                          | RTL 4: Bekend van Radio & Tv |             |
|  | Frank la Croix               | 2000–2001                          | RTL 4: Hemel Op Paarden |             |
|  | Nikki la Croix-Huisman       | 2000–2001                          | RTL 4: Hemel Op Paarden |             |
|  | Pepijn Crone                 | 2015–0000                          | RTL 4: RTL Nieuws, Editie NL, Jinek & RTL Nieuws: De Strijd om de Kiezer |             |
|  | Estelle Cruijff              | 2018                               | RTL 4: Gordon & Estelle: Weg Ermee |             |
|  | Susannah Constantine         | 2010–2012                          | RTL 4: Trinny & Susannah: Missie Holland |             |
|  | Niels Cuijpers               | 2006–2007                          | |             |

## D
|  | Naam                       | Periode                   | Programma (onder andere) | Opmerkingen                      |
|  | -------------------------- | ------------------------- | --- | -------------------------------- |
|  | Tatum Dagelet              | 2010 2015                 | RTL 5: Hemd van je Lijf RTL 7: Alles voor de Man |                                  |
|  | Frank Dane                 | 2016–2018 2021–0000       | RTL 4: RTL Boulevard |                                  |
|  | Marian Dang                | 2013                      | RTL 4: LifestyleXperience |                                  |
|  | Nicolette van Dam          | 2008–2016 2016–0000       | RTL 4: Nederland Vertrekt, De Bloemenstal, WieKent Nederland, Achmea Kennisquiz J/M, Ik Wed Dat Ik Het Kan!, My Name Is Michael, My Name Is..., Ik kom bij je eten, De grote woonwens, Help ons kind is te dik, RTL Woonmagazine, Een zaak van bloemen, Beat the Crowd, Door het oog van de naald, Postcode Loterij Miljoenenjacht (uitreikingen), Kanjers van Goud, Bestemming...                                                  |                                  |
|  | Nasrdin Dchar              | 2023                      | RTL 4: Bestemming X Videoland: The Life Trail |                                  |
|  | Daphne Deckers             | 1989, 2003 2007–2016 2019 | RTL 4: Top 20, 101 Vrouwen, RTL Boulevard, De Naakte Waarheid, Mijn Geheime Missie, 5 Uur Live RTL 5: Holland's Next Top Model |                                  |
|  | Victor Deconinck           | 1990–1991                 | RTL 4: RTL 4 Ontbijtnieuws |                                  |
|  | Britt Dekker               | 2012–2014                 | RTL 5: Britt en Ymke en het mysterie van..., Britt en Ymke aan de Bak in Blanes, Britt en Ymke stellen vragen, Echte meisjes in de jungle, Echte meisjes op zoek naar zichzelf |                                  |
|  | Nathalie den Dekker        | 2015–2017 2020–2022       | RTL 4: LifestyleXperience (Plus), WoonTips, Wooninspiraties RTL 7: In De Ban Van, Business Tips |                                  |
|  | Pauline Dekker             | 1989                      | RTL 4: Omroepster |                                  |
|  | Joy Delima                 | 2024–0000                 | RTL 4: RTL Boulevard (deskundige) |                                  |
|  | Bram Van Deputte           | 2011                      | RTL 4: My Name Is... |                                  |
|  | Frank Derijcke             | 2012–2016 2019            | RTL 4: Life4You (itempresentator), Wist je dat?!, Life Is Beautiful, Ik Zou Wel Eens Willen Weten |                                  |
|  | Johan Derksen              | 2001–2018                 | RTL 4: VI Oranje, Tour du Jour, VI Oranje blijft thuis RTL 5: Voetbal Insite RTL 7: Derksen & ..., Derksen on the Road, UEFA Europa League (analist), Voetbal Insite, RTL Voetbal Insite, Voetbal International, Voetbal Inside, VI Oranje |                                  |
|  | Floortje Dessing           | 2005–2007                 | RTL 5: RTL Travel |                                  |
|  | Frans van Deursen          | 1996–1997                 | RTL 4: Moet Je Kijken, Jungle TV |                                  |
|  | Sean Dhondt                | 2011–2012                 | RTL 5: The Ultimate Dance Battle |                                  |
|  | Wessel van Diepen          | 1989–1991                 | RTL 4: RTL Véronique Openingsshow, Countdown, Villa Lux, Jukebox |                                  |
|  | Nova van Dijk              | 1999–2000                 | RTL 4: Staatslot op Locatie |                                  |
|  | Selma van Dijk             | 1998–2003                 | RTL 4: RTL Nieuws RTL 5: 5 in het Land |                                  |
|  | Wendy van Dijk             | 2006–2019                 | RTL 4: Wie ben ik? (assistente), Million Dollar Wedding, Het KerstSterrenCircus, Wendy: Heel Holland Helpt, Doe Een Wens, Idols, X Factor, Ushi & Dushi, Ushi & Loesie, The Voice Of Holland, Ushi & The Family, Obese, The Voice Kids, Superkids, Diagnose Gezocht, Holland-België, De Nationale Gezondheidstest, Janzen & Van Dijk: voor al uw bruiloften en partijen, RTL Gezondheidstest, The Voice Senior, This Time Next Year |                                  |
|  | Marcel (Marcelino) Dijkman | 2002–2004 2011 2018–2019  | RTL 4: Boys Dreamz, Trendies, Trendies Beauty, Trends & Genieten, Cooking with the Stars | Sinds 2011 als Marcelino Dijkman |
|  | Susanne Dijksterhuis       | 2014                      | RTL 4: RTL Just Away |                                  |
|  | Ruben Dingemans            | 2006–2013                 | RTL 4: Via Vacance, Nederland Fietst, Go Cycling |                                  |
|  | Ferry Doedens              | 2013 2018 2021–0000       | RTL 4: Roadtrip Curaçao, Nederland Ontdekt RTL 5: The Best of Idols Worldwide Videoland: Temptation Gossip |                                  |
|  | Dominique Dolman           | 2016–2017                 | RTL 4: Mijn Leven Mijn Gezondheid |                                  |
|  | Merijn Doggen              | 2015–2018                 | RTL 4: RTL Boulevard |                                  |
|  | Golda Doof                 | 2014–2017                 | RTL 4: Life Is Beautiful, RTL Snowmagazine |                                  |
|  | Bert van den Dool          | 2002–2003                 | RTL 4: RTL Autowereld |                                  |
|  | Roy Donders                | 2014–2016                 | RTL 5: Roy Donders: Meer dan stylist van het Zuiden, Roy Donders: Stylist van het Zuiden |                                  |
|  | Donnie                     | 2021                      | Videoland: Celebrity Matchmakers |                                  |
|  | Elleke van Doorn           | 1997–1999                 | RTL 5: Business Update |                                  |
|  | Carolina van Dorenmalen    | 2019–2020                 | RTL 4: Baas BBQ, BBQ Battle |                                  |
|  | Henk van Dorp              | 1990–2007                 | RTL 4: Barend & Van Dorp, Barend & Van Dorp, Villa BvD RTL 5: Barend & Van Dorp |                                  |
|  | Martijn Dorrestein         | 2019–0000                 | RTL 4: RTL Weer |                                  |
|  | Petra Dorrestijn           | 1997–1998                 | RTL 5: Voetbal in het land |                                  |
|  | Leo Driessen               | 2007–2018                 | RTL 7: RTL Voetbal (commentator) |                                  |
|  | Doesjka Dubbelt            | 1998–2007                 | RTL 4: De Big Entertainment Quiz, Lijn 4, Lunchroom RTL 5: Belspellen |                                  |
|  | André van Duin             | 1990–2004                 | RTL 4: De Jaap Aap Show, De Van Duin Show, De André van Duin Show, Bij Van Duin, Wie ben ik?, Bij Ron of André, Ron & André's Bingopaleis, De Crazy Race, André's Comedy Club |                                  |
|  | Esther Duller              | 2003–2012                 | RTL 4: Van Kavel tot Kasteel, Aperitivo, Kokkies, RTL Vandaag, Het Familieportret |                                  |
|  | Mabel van den Dungen       | 1994–1995 2003            | RTL 4: RTL Snowmagazine, Life Laundry |                                  |

## E
|  | Naam                    | Periode                       | Programma (onder andere) | Opmerkingen |
|  | ----------------------- | ----------------------------- | --- | ----------- |
|  | Harm Edens              | 2010 2011–2015                | RTL 4: Dit Was Het Nieuws |             |
|  | Klaas van der Eerden    | 2008–2011 2018–2020           | RTL 5: Foute Vrienden, Wipeout |             |
|  | Mark van Eeuwen         | 2009–2010                     | RTL 4: Ik kom bij je eten |             |
|  | Pascalle van Egeraat    | 2006–2008                     | RTL 4: Nederland fietst |             |
|  | Ria van Eindhoven       | 1989–1990                     | RTL 4: Deksels! |             |
|  | Maya Eksteen            | 1992–1998 1999                | RTL 4: Lief & Leed, Het beste van 4, Wat een familie, De 5 Uur Show RTL 5: Zoete Koek |             |
|  | Soundos El Ahmadi       | 2021                          | Videoland: Celebrity Matchmakers |             |
|  | Jihane El Fahidi        | 2019–2020                     | RTL 4: Ik Zou Wel Eens Willen Weten |             |
|  | Ton Elias               | 1990–1992                     | RTL 4: De 4e Kamer |             |
|  | Jermaine Ellenkamp      | 2022–0000                     | RTL 4: RTL Boulevard (deskundige) |             |
|  | Jolien van den Elsakker | 2017                          | RTL 4: Onderweg naar... |             |
|  | Jetske van den Elsen    | 1999                          | RTL 4: De Draad Kwijt |             |
|  | Marieke Elsinga         | 2016–0000                     | RTL 4: RTL Late Night, RTL Summer Night, RTL Boulevard, RTL Gezondheidstest (panellid), I Can See Your Voice (panellid), Fout Maar Goud (teamcaptain), Alles Is Muziek, The Jump, The Headliner, Play That Song Again (panellid), Kopen Zonder Kijken (eenmalig) RTL 5: Adam Zkt. Eva VIPS, Crime Desk |             |
|  | Rémi van der Elzen      | 1999–2000                     | RTL 5: Je leven op video, Alleen op de wereld |             |
|  | Fred Emmer              | 1997–1998                     | RTL 5: Nieuws en Nonsens |             |
|  | Rick Engelkes           | 2000                          | RTL 5: Toys for Boys |             |
|  | Boyan Ephraim           | 2021–0000                     | RTL 4: RTL Nieuws |             |
|  | Magdel Erasmus          | 2020–0000                     | RTL 4: RTL Weer |             |
|  | Thomas Erdbrink         | n.n.b.                        | Videoland: n.n.b. | [ 3 ]       |
|  | Beau van Erven Dorens   | 1998–2005 2007–2009 2015–0000 | RTL 4: Alles Voor de Kijkcijfers, RTL Live, Popstars - The Rivals, Het KerstSterrenCircus, RTL Boulevard, Het Zesde Zintuig, Kanjers van Goud, Ik Hou Van Holland (teamcaptain), Dancing with the Stars, You're Back In The Room, Real Men, Beste Kijkers (teamcaptain), Open Het Bos, De Nationale IQ test 2016, Back 2 School, The Amsterdam Project, Beaufort, RTL Summer Night, Beau Five Days Inside, 5 Jaar Later, Het Rotterdam Project, Fout & Nieuw, Beau en de Veteranen, Beau, De Sleutel, Postcode Loterij The Biggest Quiz, Weet Ik Veel, Beau Blijft Binnen, De Chantal en Beau show: tussen de schuifdeuren, Beau & De Daklozen, RTL Exclusief, Beau: Het Dorp, Lago di Beau, Race Om De Ringen, Isola di Beau, Casa di Beau, RTL De Verkiezingen: de Uitslagenavond, De Nieuwsquiz 2023, Beste Kijkers 2023 (teamcaptain & invalpresentator), The Summit, Beau op Zondag, Het Antoni van Leeuwenhoek – Over Leven Met Kanker, RTL Tonight, Kopen Zonder Kijken (eenmalig) RTL 5: Caveman, Deal or no Deal, RTL Travel Adrenaline Videoland: Beau & Michiel in Amerika, Beau Solo: Yukon |             |
|  | Marielle van Essen      | 2016–2021                     | RTL 4: RTL Boulevard |             |
|  | Mirjam van Essen        | 2017                          | RTL 4: Bubbels & Boerenkool, Bubbels & Zo |             |
|  | Vincent van Essen       | 2005–2007                     | RTL 4: Life & Cooking |             |
|  | Bart Ettekoven          | 1994–1995 1997                | RTL 5: Megafestatie TV, Dubbelklik, Rabo Top 40 |             |
|  | Frank Evenblij          | 2014 2017–2019 2021–0000      | RTL 4: Humberto à Paris (reporter), De Verraders: Halloween RTL 7: Shirtje Ruilen?, VTBL Videoland: De Verraders: Halloween, Shirtje Ruilen: De EK Verhalen, Villa Oranje |             |

## F
|  | Naam                 | Periode    | Programma (onder andere) | Opmerkingen |
|  | -------------------- | ---------- | --- | ----------- |
|  | Jennifer Faber       | 2014–2018  | RTL 4: RTL Weer |             |
|  | Maryette Fagel       | 1996–1997  | RTL 4: Tip Culinair Tv |             |
|  | Paul Fagel           | 1996–2000  | RTL 4: Tip Culinair Tv, Koken met Sterren |             |
|  | Ton Fagel            | 1996–1997  | RTL 4: Tip Culinair Tv |             |
|  | Ruud Feltkamp        | 2014       | RTL 4: De Goede Tijden Slechte Tijden Quiz RTL 5: The Hit |             |
|  | Roeland Fernhout     | 2005–2008  | RTL 5: RTL Travel |             |
|  | Jaïr Ferwerda        | 2020–heden | RTL 4: Jinek (verslaggever), Jinek & RTL Nieuws: De Strijd om de Kiezer (verslaggever), BEAU (verslaggever), Humberto (verslaggever), Renze (verslaggever), Hai Society |             |
|  | Liselotte Filippo    | 2005       | RTL 4: Telegames |             |
|  | Sander Foppele       | 2015–2016  | RTL 4: WoonTips, LifestyleXperience |             |
|  | Willibrord Frequin † | 1993–1998  | RTL 4: De Week van Willibrord, Toppers, Willibrord's Keuze, Ooggetuige |             |
|  | Natasja Froger       | 2010–2022  | RTL 4: Bonje met de buren, De Frogers: effe geen cent te makken, De Frogers: helemaal heppie, Welcome Home, Echt scheiden, Ik kom bij je eten, Doof!, Met open armen, Het is hier geen hotel, Bouwval gezocht, Groeten Uit 19xx, Voor Hetzelfde Geld, Five Days Inside, Lieve Frogers RTL 5: Five Days Inside |             |
|  | Jo Frost             | 2015–2016  | RTL 4: Jo Frost: Nanny On Tour |             |

## G
|  | Naam                   | Periode                       | Programma (onder andere) | Opmerkingen |
|  | ---------------------- | ----------------------------- | --- | ----------- |
|  | Annemarie van Gaal     | 2009–2010 2013–2018           | RTL 4: Een dubbeltje op z'n kant, Een dubbeltje op z'n kant in bedrijf, Divorce Hotel |             |
|  | Bavo Galama            | 2009–2011                     | RTL 7: Gek op Wielen |             |
|  | Jan Joost van Gangelen | 2007–2009                     | RTL 4: RTL Voetbal RTL 7: RTL Voetbal |             |
|  | Martin Gaus            | 2011–2012                     | RTL 4: Royal Canin Dog Challenge, Royal Canic Challenge 4 Cats & Dogs Only |             |
|  | Jim Geduld             | 1997 2013–2014 2016           | RTL 4: De Verjaardagsshow, Verslaafd! (interventionist), Life is Beautiful |             |
|  | Jonas Van Geel         | 2016 2018–2020                | RTL 4: Holland-België |             |
|  | Ursul de Geer †        | 1991–2001 2008–2009           | RTL 4: Ursul, 't Is hier fantasties, Voor niks gaat de zon op, Erfenis van de 20e eeuw, Showtime, Knallende Kurken, Nederland vertrekt, 't Is hier wéér fantasties |             |
|  | Roel Geeraedts         | 2004–2005                     | RTL 4: Editie NL |             |
|  | Linda Geerdink         | 2023–0000                     | RTL 4: RonReizen |             |
|  | Jochem van Gelder      | 2017–2023                     | RTL 4: Later Als ik Groot Ben, Clubliefde, Wat ik altijd wilde worden RTL 5: De Alarmcentrale: Pech onder de zon, De Alarmcentrale: Pech onderweg |             |
|  | Wilfred Genee          | 2001–2005 2007–2018           | RTL 4: Staatsloterij Magazine, Dayzers on Tour, RTL Boulevard, VI Oranje, Tour du Jour, VI Oranje blijft thuis RTL 5: RTL Voetbal Insite, Voetbal International, Voetbal Inside RTL 7: RTL Sportcafé: Schaatsen, Tour du Jour, UEFA Europa League, VI Oranje, Voetbal Inside |             |
|  | Ewout Genemans         | 2019–0000                     | RTL 4: Verslaafd!, Bureau ..., Staand verder leven: Na de moord op Peter R. de Vries, Rooijakkers Over De Vloer RTL 5: Beruchte gevangenissen, Beruchte sloppenwijken, Ewout & ..., Ewout aan de grens, Ewout, De Jeugdkliniek: als niets meer helpt Videoland: Verslaafd!, De Jeugdkliniek: als niets meer helpt |             |
|  | Winston Gerschtanowitz | 2005 2007–2019                | RTL 4: De bloemenstal, Ik kom bij je eten, Herrie met sterren, De Kanjer Nieuwjaarsshow, Postcode Nieuwjaarsshow, RTL Boulevard, Kanjers van Goud, The Voice of Holland, Let's Get Married, Postcode Loterij Nieuwjaarsshow: Het eerste feest van ..., uitreikingen in diverse Postcode Loterij-programma's, The voice of Holland: Singing Sunday, Beat the Crowd, Bestemming..., RTL Live                                                           |             |
|  | Lonny Gerungan         | 2001                          | RTL 5: De Reistafel |             |
|  | Philippe Geubels       | 2016–2020                     | RTL 4: Het Zijn Net Mensen (teamcaptain), Beste Kijkers (teamlid), Is Er Een Dokter In De Zaal?, Taboe, Geubels en de Hollanders |             |
|  | Dave Geukes            | 2019–2021                     | RTL 4: Wooninspiraties |             |
|  | Simone de Geus         | 2000–2001                     | Paardensport tv |             |
|  | Monica Geuze           | 2019–0000                     | RTL 4: The Masked Singer (panellid) Videoland: De Bachelorette, Like Monica (reallifeserie), Love Island, Temptation Island: Love or Leave, Power Couple, Boxing Influencers |             |
|  | Deborah Geysen         | 2017                          | RTL 4: Boarding Time |             |
|  | Danny Ghosen           | 2024                          | Videoland: Explosief Nederland | [ 3 ]       |
|  | René van der Gijp      | 2008–2018                     | RTL 7: Voetbal International, Voetbal Inside, UEFA Europa League (analist), VI Oranje |             |
|  | Yves Gijrath           | 2014                          | RTL 4: LXRY TV |             |
|  | Aukje van Ginneken     | 2016 2018–2020                | RTL 4: Mama's Wereld, Nederland Heeft Het!, Helemaal Gek Van... |             |
|  | Jac. Goderie           | 2004                          | RTL 5: Mioch versus Goderie |             |
|  | Daniel Godinho Veiga   | 2022–0000                     | RTL 4: Editie NL |             |
|  | Theo van Gogh †        | 1994–1995                     | RTL 5: Een prettig gesprek |             |
|  | Stella Gommans         | 1995–2009 2013 2015–2016      | RTL 4: Postcode Loterij Recordshow, Puzzeltijd, Sponsorbingo Loterij, Big entertainment Quiz, Win een Sponsor, Tv Gek!, Bestemming Nederland, Jetsetters, Lunchroom, Lijn 4, House Vision, The Taste Of Life, Lekker Weg In Eigen Land, Het Land Van... |             |
|  | Myrna Goossen          | 1989–1997 1999–2008 2014–2018 | RTL 4: Wedden dat..?, Gezond & Wel, Gezondheid, Eigen Huis & Tuin, Het staatslot op Locatie, Van Koninklijke Huize, De 5 Uur Show, Jetsetters, BeursLife, Aperitivo, Weddingplanner, 4ME, Life is Beautiful, Myrna Plus |             |
|  | Rob Goossens           | 2019–0000                     | RTL 4: RTL Boulevard (deskundige) |             |
|  | Wytse van der Goot     | 2009–2013                     | RTL 7: RTL Voetbal (commentator) |             |
|  | Geert Gordijn          | 2008 2012–2013                | RTL 4: RTL Nieuws |             |
|  | Kaj Gorgels            | 2017–2024                     | RTL 4: Het December Nieuws, Expeditie Robinson RTL 5: SOS: Mijn vakantie is een hel Videoland: Are You The One? De Perfecte Match, De Beste Verleiders, I Love You Tattoo, Robinson Confessions, Temptation Island: Love or Leave, Temptation Island VIPS, Boxing Influencers |             |
|  | Ferry de Graaf         | 2011–2015 2017–2020           | RTL 4: Altijd Jong, LifestyleXperience, Durf Te Vragen, Woontips, Goed Gevonden, Life is Beautiful |             |
|  | Patrick van der Graaff | 2020–0000                     | RTL 4: RTL Snowmagazine |             |
|  | Edson da Graça         | 2022–0000                     | RTL 4: De Enige Echte (panellid), Holland's Got Talent (jurylid), The Floor, The Interior Project VIPS, Holland's Got Talent All Stars (jurylid), Beste Kijkers 2023 (panellid), Ons Kent Ons (teamcaptain), Beste Kijkers 2024 (panellid), Expeditie Robinson, The Voice of Holland Videoland: Celebrity Matchmakers, Matched by Mom, Upside Down                                                                                                   |             |
|  | Marilou le Grand       | 2003–2008                     | RTL 4: Puzzeltijd, Lijn 4, Chris Kras, Lunchroom, De Beestenbus, Yacht Vision, TV makelaar |             |
|  | Petra Grijzen          | 2012                          | RTL 4: Editie NL, Wat kiest Nederland? |             |
|  | Li-Ann van Groen       | 2024–0000                     | RTL 4: Be Beautiful |             |
|  | Richard Groenendijk    | 2013–2016                     | RTL 4: Wie ben ik? (panellid), Volgende Week, Het Zijn Net Mensen (teamcaptain), De Jopie Parlevliet Show |             |
|  | Charles Groenhuijsen   | 2014–2015                     | RTL 4: New Beauty Looks |             |
|  | Liselotte de Groot     | 2016–2021                     | RTL 4: LifestyleXperience, WoonTips, Wooninspiraties RTL Z: Zakelijk Nederland, De Barometer |             |
|  | Marcel de Groot        | 1993–1994                     | RTL 5: Music scene |             |
|  | Tom Groot              | 2015–0000                     | RTL 4: Eigen Huis & Tuin (tuinman), Eigen Huis & Tuin: Lekker Leven (tuinman) |             |
|  | Leonie Grootenhuis     | 2014–2017                     | RTL 4: Tracks & Trails, Schoner Nederland, Mijn Leven Mijn Gezondheid |             |
|  | Angela Groothuizen     | 2009–2021                     | RTL 4: Sing It, Ik kom bij je eten, X-Factor (jurylid/coach), Let's Dance (jurylid), RTL Boulevard, The Voice of Holland (coach), SOS Verbouwing, The Voice Kids (coach), Beat the Best (jurylid), Een nieuw begin, Comedy Kids, Wie doet de afwas?, Open het bos, Holland's Got Talent (jurylid), It Takes 2 (jurylid), RTL Live, Voor ik het vergeet, Spreekrecht, The Voice Senior (coach), Obese, Ver Van Huis, Five Days Inside RTL 5: Koopziek |             |
|  | Anky van Grunsven      | 2006                          | RTL 4: Horse & Co |             |
|  | Elise Gruppen          | 2025–0000                     | RTL 4: Chicklovefood on Tour |             |
|  | Ruud Gullit            | 2021–2022                     | Videoland: Burning Rubber, The Next E-Talent: Team Gullit |             |
|  | Olcay Gulsen           | 2014 2016–2019                | RTL 4: RTL Boulevard (deskundige), Beter Laat Dan Nooit, Zelfbouwers Rotterdam RTL 5: Boxing Stars Videoland: Temptation Gossip |             |

## H
|  | Naam                      | Periode                  | Programma (onder andere) | Opmerkingen |
|  | ------------------------- | ------------------------ | --- | ----------- |
|  | Paul Haenen               | 1998                     | RTL 4: Dolman onder de Rijken |             |
|  | Jan van Halst             | 2007–2008                | RTL 7: RTL Voetbal (analist) |             |
|  | Ann-Lynn Hamelink         | 2020–0000                | RTL 4: RTL Nieuws, Editie NL |             |
|  | Brigitte Hamers           |                          | |             |
|  | Bernard Hammelburg        | 2002–2003                | |             |
|  | Willem van Hanegem        | 2007–2008                | RTL 7: Voetbal Inside |             |
|  | Evi Hanssen               | 2006–2016                | RTL 5: Expeditie Robinson |             |
|  | Badr Hari                 | 2023                     | Videoland: House of Glory (coach) |             |
|  | Anneke den Hartog         | 2000                     | RTL 4: Great Escapes |             |
|  | Schae Harrison            | 1999                     | RTL 4: Schae in L.A. |             |
|  | Ernst-Paul Hasselbach     | 2007–2008                | RTL 5: Expeditie Robinson |             |
|  | Jimmy Floyd Hasselbaink   | 2018–2019                | RTL 7: VTBL |             |
|  | Martine Hauwert           | 2007–2008 2014–2018      | RTL 4: Lijn 4 Belspel, Mijn man kan niet dansen, Intuïtie, LifestyleXperience, Life is Beautiful, Mijn Leven Mijn Gezondheid, Ontdek Curaçao |             |
|  | Carien ten Have           | 2019–0000                | RTL 4: RTL Nieuws, RTL De Verkiezingen: de Uitslagenochtend |             |
|  | Elsemieke Havenga         | 2002–2007                | RTL 4: RTL Nieuws, Editie NL |             |
|  | Bella Hay                 | 2021                     | Videoland: Viewing Party: De Bachelor |             |
|  | Mylène de la Haye         | 1996–1999                | RTL 4: RTL Live, Lief & Leed |             |
|  | Bert Hazeleger            | 2022                     | RTL 4: De Bourgondiërs |             |
|  | Matthijs Hazeleger        | 2022                     | RTL 4: De Bourgondiërs |             |
|  | Bibi van den Heerik       | 2020–2021                | RTL 4: Altijd Jong |             |
|  | Peter Heerschop           | 2009–2010 2012–2013 2024 | RTL 4: Ik hou van Holland (teamcaptain), Mannen Van Een Zekere Leeftijd, Volgende Week, De Wereld van: 14 De Musical |             |
|  | Sanne Heijen              | 2003–2006 2010–0000      | RTL 4: Lunchroom, Puzzeltijd, Chris Kras, Lijn 4, Enjoy Life, Enjoy Life - Kidsjen, Weekend Trip, Mijn Vriendin & Ik, RTL Wintertijd, Way Of Living, De Wereld Van Smaak, Mama's Wereld, The Mountain Butler, Eindelijk Tijd, My Next Destination, Winter Wereld |             |
|  | Elisabeth Heijkoop        | 2000–2002                | RTL 4: RTL Ontbijtnieuws |             |
|  | Nienke Helthuis           | 2019–2020                | RTL 4: Welkom In, Van Passie Naar Droombaan |             |
|  | Roelof Hemmen             | 2001–2018 2022–2023      | RTL 4: RTL Nieuws, RTL Exclusief, Jinek (sidekick) |             |
|  | Monic Hendrickx           | 2017–2018                | RTL 4: Kroongetuige |             |
|  | Ruud Hendriks             | 1989–1990                | RTL 4: De Véronique Ontbijt Show, De Ideeënbus |             |
|  | Thomas Hendriks           | 2015–2017                | RTL 4: RTL Boulevard |             |
|  | Jimi Hendrikse            | 2023–2024                | RTL 4: Vakantie Kids |             |
|  | Fiona Hering              | 2001–2017                | RTL 4: RTL Boulevard |             |
|  | Leonie Hesselink          | 2019–2020                | RTL 4: Ik Zou Wel Eens Willen Weten |             |
|  | Rob Hessing               | 1992–1996                | RTL 4: RTL Ontbijtnieuws |             |
|  | Gordon Heuckeroth         | 1994 2007–2018           | RTL 4: WK Spelshow, X-Factor (jurylid), Holland's Got Talent (jurylid), Waar is Elvis?, RTL Boulevard, Idols (jurylid), Gillend naar huis, Glitter Glamour Gordon, Minute to Win it, Singing Bee, Zie Ze Vliegen, Hotter Than My Daughter, Beat the Best, Geer & Goor: Effe Geen Cent Te Makken, Wie ben ik? (panellid), Alles mag op ... (teamcaptain), Geer & Goor: Waarheen waarvoor?, Goor Draait Door, Nooit Meer Naar Huis, It Takes 2, Geer en Goor Zoeken Een Hobby, Gieren met Goor, 25 jaar Gordon, Geer & Goor: Stevig Gebouwd, Gordon Gaat Trouwen...Maar Met Wie?, Op Goed Geluk, Gordon & Estelle: Weg Ermee, The Voice Senior (coach), Screentest, Gordon in Wonderland |             |
|  | John van den Heuvel       | 2001–0000                | RTL 4: RTL Boulevard, Recht Gezet, Ontvoerd, Op de Vlucht, Vermoord In Het Buitenland, De geheime Joran tapes, Dossier Van Den Heuvel, RTL Exclusief RTL 5: Crime Desk, Online misbruik aangepakt, Ontvoerd Videoland: De Jacht op de Mocro Maffia, Moorddossier Holleeder, Motorbendes Onder Vuur, Wapenhandel, De Biecht van Joran, Het Criminele Jaar 2024, Drugs van de Duivel |             |
|  | Ineke Hilhorst            | 2020                     | RTL 4: Mooi in ’t Gooi |             |
|  | Colin van Hoek            | 2011–2013 2015           | RTL 4: RTL Boulevard |             |
|  | Sebastiaan Hoekman        | 2013                     | RTL 4: Klus je Rijk |             |
|  | Lodewijk Hoekstra         | 2004–2017 2021–0000      | RTL 4: Eigen Huis & Tuin, Koffietijd, Groene Handen, Lodewijks Groene Geluk, Lodewijks Droomtuinen |             |
|  | Geert Hoes                | 2009–2011 2015–2017      | RTL 4: 4ME, Lang Zullen we Leven, Myrna Plus, LifestyleXperience (Plus), WoonTips |             |
|  | Isa Hoes                  | 2007                     | RTL 4: Goodies |             |
|  | Annita van der Hoeven     | 2002–2003 2007, 2011     | RTL 4: Trendies Beauty, Beauty Touch, Women Insite |             |
|  | Laura Hogendoorn          | 2016                     | RTL 4: VaarTV |             |
|  | Giorgio Hokstam           | 2021–2022                | RTL 4: RTL Boulevard |             |
|  | Merel Holl                | 1996–1997                | RTL 4: Tearoom RTL 5: De Gouden Koets |             |
|  | Maarten Holla             | 2020–0000                | RTL 4: Editie NL |             |
|  | Viola Holt                | 1989–2002                | RTL 4: Tv Romantica, Veronique Ontbijtshow, De 5 Uur Show, Viola's Volt Show, Viola's Gezondheidsshow, De Zevende Hemel Of De Duivel In Huis, Ik Mis Je Zo, Spott Tv, Klasgenoten |             |
|  | Marjon de Hond            | 2019–0000                | RTL 4: RTL Weer |             |
|  | Carla Honing              | 1997–1998                | RTL 4: Van het Land |             |
|  | Veronica van Hoogdalem    | 2015–2020                | RTL 4: RTL Boulevard RTL 5: Wie is de Sjaak? |             |
|  | Anouk Hoogendijk          | 2022                     | RTL 7: VTBL (analist) |             |
|  | Wendy-Kristy Hoogerbrugge | 2012–2018 2020–2021      | RTL 4: LifestyleXperience (Plus), Wist Je Dat?, WoonTips, Wooninspiraties RTL Z: Een Zaak van de Gemeente RTL Z: Business Tips |             |
|  | Jan de Hoop               | 1989–2022                | RTL 4: RTL Nieuws, Editie NL RTL 5: Jan Houdt Hoop |             |
|  | Christine van der Horst   | 1998–2006                | RTL 4: Lunchroom, Chris Kras RTL 5: Nachtsuite |             |
|  | Elise van der Horst       | 2008                     | RTL 5: So you think you can dance |             |
|  | Bas van Hout              | 2003–2006                | RTL 4: RTL Boulevard |             |
|  | Jelka van Houten          | 2023–2024                | RTL 4: All Against 1 (sidekick), Doet-ie 't Of Doet-ie 't Niet (panellid) |             |
|  | Marleen Houter            | 1989–1997                | RTL 4: Match, RTL Sport, RTL Sportnieuws, Snowmagazine |             |
|  | Andy Houtkamp             | 1992                     | RTL 4: Olympisch Journaal, Match, RTL Sport |             |
|  | Jannie Houweling          | 2001–2002                | RTL 4: RTL Boulevard |             |
|  | Sophie van Hoytema        | 2011–0000                | RTL 4: RTL Snowmagazine |             |
|  | Hella Hueck               | 2016                     | RTL 4: RTL Ontbijtnieuws |             |
|  | Frits Huffnagel           | 2011–2012                | RTL 4: Citynews |             |
|  | Monique Hugen             | 2003–2005                | RTL 4: Puzzeltijd, Weekstrijd, Dagstrijd |             |
|  | Marc-Marie Huijbregts     | 2022–0000                | RTL 4: Holland's Got Talent (jurylid), Holland's Got Talent All Stars (jurylid), Ons Kent Ons (teamcaptain), Beau (sidekick), Beau op Zondag (sidekick) |             |
|  | Jordi Huirne              | 2025–0000                | RTL 4: RTL Weer | [ 4 ]       |
|  | Henny Huisman             | 1990–2004                | RTL 4: De Soundmixshow, De Mini Playbackshow, De Surprise Show, De Sterren Playbackshow, Wie is Wie?, De 1-2-3 Postcodeshow, De Ministerren Playbackshow, Henny's House Party, de Babysitter, De Kanjer Nieuwjaarsshow |             |
|  | Paulien Huizinga          | 1992–1996                | RTL 4: Showtime |             |
|  | William Huizinga          | 2013–0000                | RTL 4: RTL Weer |             |
|  | Mariska Hulscher          | 1994–1995 2002–2006 2012 | RTL 5: Lijn 5 RTL 4: Het Staatslot op Locatie, Looking Good, Het Familieportret |             |
|  | Dominique van Hulst (Do)  | 2019                     | RTL 4: Call 2 Action |             |
|  | Brecht van Hulten         | 2010                     | RTL 4: RTL Boulevard, Editie NL |             |
|  | Lianne Hultink            | 2016–2017                | RTL 4: Mijn Leven Mijn Gezondheid |             |
|  | Erik Hulzebosch           | 2013                     | RTL 7: RTL Sportcafé: Schaatsen |             |
|  | Twan Huys                 | 2018–2019                | RTL 4: RTL Late Night met Twan Huys | [ 5 ] [ 6 ] |

## I
|  | Naam                | Periode             | Programma (onder andere) | Opmerkingen |
|  | ------------------- | ------------------- | --- | ----------- |
|  | Kas van Iersel      | 2002–2004           | RTL 4: Denktank, Over de Balk, RTL Boulevard RTL 5: Denktank |             |
|  | Luuk Ikink          | 2013–0000           | RTL 4: RTL Late Night, RTL Boulevard, Fout & Nieuw, Ondertussen in Nederland, Expeditie Robinson: Eilandpraat, De TV Kijker Van Het Jaar, Beste Kijkers 2023 (panellid), Beste Kijkers 2024 (panellid) RTL 5: Eilandpraat, Galileo Videoland: Eilandpraat |             |
|  | Tim Immers          | 1994–1996 2006–2019 | RTL 4: House Vision, Boarding Now, Nederland Vertrekt, TV Makelaar RTL 5: Rabo Top 40, Boarding Now |             |
|  | Inge Ipenburg       | 1997                | RTL 4: Van Het Land, Geld Ligt Op straat |             |
|  | Juliëtte van Iperen | 2002–2003           | |             |

## J
|  | Naam              | Periode             | Programma (onder andere) | Opmerkingen |
|  | ----------------- | ------------------- | --- | ----------- |
|  | Gert Jakobs       | 2011–2012           | RTL 7: Tour du Jour |             |
|  | Marc Jacobs       | 1989–1997           | RTL 4: de Véronique Ontbijt Show, RTL Ontbijtnieuws, Bios, Film- & Videonieuws, De Zaterdagavondshow, Koffietijd |             |
|  | Nikkie de Jager   | 2021–0000           | RTL 4: Make Up Your Mind (teamcaptain), De Enige Echte Videoland: Glow Up: The Next Dutch Make-Up Star |             |
|  | Frank Jansen      | 2020–2021           | RTL 4: Frank & Rogier Checken in, De Druiventros |             |
|  | Froukje Jansen    | 2016–2018 2020      | RTL 4: Koffietijd (verslaggeefster), 5 Uur Live (verslaggeefster) |             |
|  | Sander Janson     | 2002–0000           | RTL 4: Spott Tv, De Nationale Muntenjacht, Campinglife, Nederland vertrekt, RTL Vandaag, Ik kom bij je eten, SOS Verbouwing, RTL Snowmagazine, Ambassadeur voor 1 dag, Myrna Plus, Camping onder de zon, RTL Kampeert, Van Passie Naar Droombaan, Camp To Go, RTL Ski & More RTL 5: Pech op de piste |             |
|  | Theo Janssen      | 2018–2024           | RTL 7: UEFA Champions League (analist), UEFA Europa League (analist), VTBL |             |
|  | Chantal Janzen    | 2005–2006 2011–0000 | RTL 4: Idols, Staatsloterij €100.000 Show, Staatsloterij Live, RTL Boulevard, Backstage bij Petticoat, De jongens tegen de meisjes, Zie ze vliegen, Sunday Night Fever, Beat the Best, Your Face Sounds Familliar (jurylid), Everybody Dance Now, Holland's Got Talent (jurylid), Het beste van Got Talent World Wide, Chantal blijft slapen, Billy Elliot: Van auditie tot applaus, Carlo's TV Café, Dance Dance Dance, Het Collectief Geheugen, It Takes 2, Janzen & Van Dijk: voor al uw bruiloften en partijen, &Chantal, Doe het lekker zelf, Time to Dance, The Talent Project (jurylid), Chantal Komt Werken, All Together Now, Van der Vorst ziet sterren, Chantals Pyjama Party, Dancing with the Stars, The Voice of Holland, De Chantal en Beau show: tussen de schuifdeuren, Oh wat een Jaar!, Beat the Champions, Chantals Pyjama Party, Chantal’s Beauty Camper, Beat the Champions VIPS, Oh wat een Kerst!, Blow Up, Fout Maar Goud, Holland's Got Talent All Stars (jurylid), De Piano, Play That Song Again, Kopen Zonder Kijken (eenmalig) Videoland: De Golden Bachelor |             |
|  | Dani Jašarević    | 2020 2022           | RTL 4: Zorgeloos |             |
|  | Julius Jaspers    | 2010–2013           | RTL 5: Topchef, Topchef: De Jonge Professionals, Topchef: De 12 provincies (2011), Topchef: De 12 provincies (2012), Topchef tegen Sterrenchef |             |
|  | Diederik Jekel    | 2015–2023           | RTL 4: Professor Nicolai en Dr. Beckand (deskundige), RTL Boulevard, Beat the Champions (champion) |             |
|  | Robert Jensen     | 2002–2011 2016–2019 | RTL 5: JENSEN, Jensen kiest voor Amerika, Jensen's USA |             |
|  | Tanja Jess        | 2012–2015           | RTL 4: Altijd Jong, RTL Breakfast Club |             |
|  | Eva Jinek         | 2020–2023           | RTL 4: Jinek, Jinek & RTL Nieuws: De Strijd om de Kiezer, RTL De Verkiezingen: de Uitslagenavond, RTL Verkiezingsdebat Videoland: De Wereld van Eva | [ 7 ] [ 8 ] |
|  | Gerard Joling     | 1995–1996 2013–0000 | RTL 4: Karaoke op 4, Sponsorloterij: De Winnaars, Geer & Goor: Effe geen cent te makken, Alles Mag op... (teamcaptain), Geer & Goor: Waarheen, waarvoor?, Zeesterren (teamcaptain), Geer & Goor: Zoeken een hobby!, Geer & Goor: Stevig Gebouwd, The Voice Senior (coach), The Masked Singer (panellid), All Together Now, RTL Exclusief (teamcaptain), Secret Duets (panellid), Fout Maar Goud (teamcaptain), Oh wat een Jaar! (teamcaptain), Te land, ter zee en in de lucht (starter), Te land, ter zee en in de lucht: Winterspecial (starter), Only Joling |             |
|  | Bob de Jong       | 1997–1998           | De Gouden Koets |             |
|  | Jennifer de Jong  | 2010                | RTL 5: Hemd van je Lijf |             |
|  | Marc de Jong      | 2017–0000           | RTL 4: RTL Nieuws, RTL Weer |             |
|  | Marke de Jong     | 2010                | RTL 4: Gezond op Straat |             |
|  | Meike de Jong     | 2013–0000           | RTL 4: RTL Ontbijtnieuws, RTL Nieuws, Editie NL |             |
|  | Samantha de Jong  | 2010–2017           | RTL 5: Barbie's Bruiloft, Barbie's Baby, Huisje Boompje Barbie, Oh Oh Cherso, Oh Oh Tirol, Samantha en Michael willen rust in de tent!, Samantha en Michael doe effe paranormaal!, Samatha en Michael houden zich Thai, Samantha en Michael nemen er nog eentje, Samantha en Michael enkeltje Torremolinos, Samantha en Michael scheiden ermee uit |             |
|  | Minoesch Jorissen | 1998–2004           | RTL 4: RTL Live, Eigen Huis & Tuin, Zie Mij Nou, Je Echte Leeftijd, Partner Gezocht |             |
|  | Pauline Jorritsma | 2015–0000           | RTL 4: Van Woonvilla Naar Droomvilla |             |
|  | Stefan Jurriens   | 2024                | Videoland: Het Jachtseizoen Most Wanted |             |

## K
|  | Naam                     | Periode                  | Programma (onder andere) | Opmerkingen                                                            |
|  | ------------------------ | ------------------------ | --- | ---------------------------------------------------------------------- |
|  | Petra Kagchelland        | 2015–2016 2020–2023      | RTL 7: Ondernemen Doen We Zo, Op de Zaak |                                                                        |
|  | Allard Kalff             | 1994–0000 2007–2008      | RTL 4: RTL Formule 1, RTL GP, Gevaar op de Weg, Gevaar op het Water, RTL Autowereld RTL 7: RTL Autowereld, RTL GP |                                                                        |
|  | Antonie Kamerling †      | 2007                     | RTL 4: Goodies |                                                                        |
|  | Robbie Kammeijer         | 2016–0000                | RTL 4: Editie NL, RTL Nieuws, RTL Ontbijtnieuws, RTL De Verkiezingen: de Uitslagenochtend |                                                                        |
|  | Pascal Kamperman         | 2009–2013                | RTL 7: RTL Voetbal (verslaggever) |                                                                        |
|  | Rob Kamphues             | 1999 2015                | RTL 4: De 8 Plagen van Rob Kamphues RTL 7: RTL Autovisie |                                                                        |
|  | Seth Kamphuijs           | 2008–2009                | RTL Travel |                                                                        |
|  | Arno Kantelberg          | 2006–2007 2018–0000      | RTL 4: RTL Boulevard (deskundige) |                                                                        |
|  | Dan Karaty               | 2010–0000                | RTL 4: Holland's Got Talent (jurylid), My Name Is Michael (jurylid), Everybody Dance Now (jurylid), Dance Dance Dance (jurylid), Time to Dance (jurylid), Dancing with the Stars (jurylid), Het Beste van Got Talent Worldwide, Holland's Got Talent All Stars (jurylid) RTL 5: So You Think You Can Dance, So You Think You Can Dance The Next Generation, The Ultimate Dance Battle |                                                                        |
|  | Hans Kazàn               | 1989–1998                | RTL 4: Prijzenslag, Denksportkampioen, Let’s Have A Party, De Hans Kazàn Magic Show, Kazàn Meets Masters Of Magic, de Magic & Mystery Show, Magic and Mystery Moments |                                                                        |
|  | Janouk Kelderman         | 2013–2016                | RTL 8: Telekids |                                                                        |
|  | Marjon Keller            | 1997–1998 2000–heden*    | RTL 4: RTL Actueel, Showtime | *Sinds 2000 Station Voice RTL 4 en voice-over bij vele RTL programma's |
|  | Manuëla Kemp †           | 1990–1994 1998–2005      | RTL 4: Wedden dat..?, De 64.000 Gulden Vraag, Van Kleedingh, Kosmetica & Andere Saeken, Gezondheid, Eigen Huis & Tuin, de Heeren Van Amstel Live / De vrienden van Amstel LIVE, De Vrienden Van Amstel Live EK, Follow That Dream: Alles Voor De Band, Neerlands Trots, Het Swingpaleis, Dayzers, Gevonden Geld |                                                                        |
|  | Yuki Kempees             | 2024–0000                | RTL 4: RTL Boulevard (deskundige & reporter) |                                                                        |
|  | Geraldine Kemper         | 2019–0000                | RTL 4: The Voice of Holland (backstage), Geraldine en de Vrouwen, Expeditie Robinson: All Stars RTL 5: Big Brother, Five Days Inside Videoland: Expeditie Robinson: All Stars, Expeditie Robinson: NL vs BE, Echte jongens op safari |                                                                        |
|  | Wytske Kenemans          | 2008–2011 2015–2016      | RTL 4: Vino, Body Mind & Care, House Vision RTL 5: Wipeout |                                                                        |
|  | Adinda Kennedy           | 2020–2023                | RTL 4: Onderweg naar de Regio |                                                                        |
|  | Hugo Kennis              | 2015–0000                | RTL 4: Uit eigen Keuken, Koffietijd, 5 Uur Live, Eigen Huis & Tuin: Lekker Leven, Il Dolce Far Niente, De Kook Challenge |                                                                        |
|  | Marjolein Keuning        | 2015–2016                | RTL 4: RTL Boulevard, In de Stoel |                                                                        |
|  | Eddy Keur                | 1992-1994 1997-1998      | RTL 4: Ouders Van Nu, de Reis Van Je Leven RTL 5: Nieuws en Nonsens, Student-Talent |                                                                        |
|  | Catherine Keyl           | 1989–2000 2014           | RTL 4: RTL Véronique Openingsshow, De Véronique Ontbijt Show, Belasting: De Stand Van Zaken, De 4e Kamer, De 5 Uur Show, Koken Met Sterren, Catherine |                                                                        |
|  | Wim Kieft                | 2013–2015                | RTL 7: Voetbal Inside |                                                                        |
|  | Jeroen Kijk in de Vegte  | 2005–2007 2010–2012 2014 | RTL 4: RTL Boulevard | Voice-over bij meerdere programma's                                    |
|  | Jacco Kirchjunger        | 2001–2002                | RTL 4: Lijn 4 |                                                                        |
|  | Renze Klamer             | 2022–0000                | RTL 4: Renze, Het Onbekende, RTL Verkiezingsdebat, RTL Tonight | [ 9 ] [ 10 ]                                                           |
|  | Marc Klein Essink        | 1995–2004                | RTL 4: De Staatsloterijshow, Heb Ik Dat?, RTL Live, Staatsloterijshow: The Big Mission, Klein-Essink & Co, Neerlands Trots, De Tv Top 5 |                                                                        |
|  | Kimberley Klaver         | 2021                     | RTL 4: Mama's Wereld |                                                                        |
|  | Judith de Klijn          | 2000–2001                | RTL 4: Koffietijd, De Nationale Muntenjacht |                                                                        |
|  | Nicolette Kluijver       | 2014–0000                | RTL 4: RTL Boulevard, Een Goed Stel Hersens, In De Voetsporen Van Dr. Pol, Expeditie Robinson, De Perfecte Verbouwing RTL 5: Adam Zkt. Eva, Adam Zkt. Eva VIPS, Expeditie Robinson, Get the f*ck out of my house, Online misbruik aangepakt |                                                                        |
|  | Jeroen Klinkers          | 2015–2017                | RTL 4: Mijn Stad |                                                                        |
|  | Samantha Klumper         | 2016–2018                | RTL 4: WoonTips, LifestyleXperience |                                                                        |
|  | Naomi Kok Luís           | 2019–2020                | RTL 4: Ik zou wel eens willen weten |                                                                        |
|  | Mariska van Kolck        | 2000–2001 2003–2008 2012 | RTL 4: Wie ben ik?, Bij Ron of André, Dayzers On Tour, Eerlijk Is Eerlijk, Bestemming Nederland, Familie Team |                                                                        |
|  | Saar Koningsberger       | 2011                     | RTL 4: Go Cycling |                                                                        |
|  | Jeroen van Koningsbrugge | 2008–2020 2022–2023      | RTL 4: ZaterdagavondJURK!, Ik Hou Van Holland (teamcaptain), Beat the Beast (jurylid), Beste Kijkers (teamcaptain), De Nationale IQ test 2016, Jeroen In California - Songs Of Life, Oh, wat een jaar! (teamcaptain), Het Zijn Net Mensen (teamcaptain), I Can See Your Voice (panellid), Secret Duets (panellid), DNA Singers (teamcaptain), Beste Kijkers 2024 (teamcaptain) Videoland: TAFKAL |                                                                        |
|  | Jorrit van der Kooi      | 2002–2003 2006–2007      | RTL 4: Bij Mij Thuis, RTL Autowereld |                                                                        |
|  | Anouk van Kooijk         | 2012–2014 2017           | RTL 4: LifestyleXperience, Nederland Heeft Het! |                                                                        |
|  | Jan Kooijman             | 2009–2015                | RTL 4: Ik kom bij je eten, Sunday Night Fever (coach/jurylid), RTL Boulevard, Everybody Dance Now (jurylid) RTL 5: Killer Karaoke, Levenslang met dwang?, So You Think You Can Dance, So You Think You Can Dance The Next Generation, Take Me Out |                                                                        |
|  | Maria Kooistra           | 2000                     | RTL 4: Beter in Balans |                                                                        |
|  | Denise Koopal            | 2004–2008                | RTL 4: Puzzeltijd, Live Op 4, Leef Je Leven |                                                                        |
|  | Roland Koopman           | 1999–0000                | RTL 4: RTL Nieuwsmagazine, Editie NL, RTL Nieuws RTL 5: RTL Z |                                                                        |
|  | Kasper van Kooten        | 2017–2018                | RTL 4: Beste Kijkers (teamlid), Groeten uit 19xx |                                                                        |
|  | Kim Kötter               | 2010 2024                | RTL 4: Health Angels, Veel Op Je Bord |                                                                        |
|  | Stéphane Kox             | 2019–2021                | RTL 7: RTL Autowereld |                                                                        |
|  | Martijn Krabbé           | 1995–0000                | RTL 4: De 1-2-3 Postcodeshow, Postcode Loterij Recordshow, Win Een Sponsor, De Perfecte Partner, Popstars: The Rivals, De Nationale Gezondheidstest, Dancing On Ice, Uitstel van Executie, Wie is de Chef?, Mijn Tent is Top (finale), Topchef, Topchef VIPS, De Slimste, Postcode Loterij Wat Schat Je?, In Holland staat een Huis, In Holland Ligt Een Tuin, De Kanjer Nieuwjaarsshow, Idols, Kiezen of Delen, Kanjers van Goud, Nederland Vertrekt, X-Factor, The Voice of Holland, Wie wordt de man van Froukje?, Hotel de Toekomst, Krabbé Staat op Straat, Postcode Loterij Nieuwjaarsshow: Het eerste feest van ...., The Voice Kids, Pro Deo, Het Orkest van Nederland, Herman & Martijn: Op De Proef Gesteld, Grillmasters: Wie Is De Beste BBQ'er Van Nederland?, Bestemming..., The Voice Senior, Postcode Loterij De Weg Naar Het Miljoen, Ik Ga Op Reis En Ik Neem Mee…, Kopen Zonder Kijken, Snackmasters, Better Than Ever, Blow Up, Race Across the World, All Against 1, Uitstel van Executie: Met Raad en Daad |                                                                        |
|  | Sander de Kramer         | 2023–2024                | RTL 7: Life After Football Curaçao Footvolley 2024 |                                                                        |
|  | Lutein van Kranen        | 2002–2005                | RTL 4: Game Time, Teleplay, De Winkel Van Sinkel, Dagstrijd |                                                                        |
|  | Robert Kranenborg        | 2013                     | RTL 4: The Taste RTL 5: Topchef, Topchef: De Jonge Professionals, Topchef: De 12 provincies (2011), Topchef: De 12 provincies (2012), Topchef tegen Sterrenchef |                                                                        |
|  | Shay Kreuger             | 2023–0000                | RTL 4: RTL Boulevard (deskundige) |                                                                        |
|  | Bram Krikke              | 2020–2021                | Videoland: De Grote Bram Krikke show met Bram Krikke, De Kelder van Krikke |                                                                        |
|  | Jan Douwe Kroeske        | 1999–2002                | RTL 5: 2 Meter Sessies TV, Jan Douwe Op Zoek, Leven in de Brouwerij | Tevens zenderstem RTL Z (2016–heden)                                   |
|  | Maurice Kroon            | 2004–2005                | RTL 4: Dayzers On Tour, Staatsloterij Magazine |                                                                        |
|  | Mylène Kroon             | 2001–2002                | RTL 4: RTL Boulevard |                                                                        |
|  | Yvonne Kroonenberg       | 2002                     | RTL 4: Ferme Jongens |                                                                        |
|  | Joke de Kruijf           | 1996–1997                | RTL 5: Vegetarisch Kooknieuws |                                                                        |
|  | Ruben van der Kruis      | 2025–0000                | RTL 4: Do It Yourself Masters |                                                                        |
|  | Elianne Kuepers          | 2016                     | RTL 4: Editie NL |                                                                        |
|  | Dirk Kuijt               | 2021–2022                | RTL 7: UEFA Champions League (analist) |                                                                        |
|  | Diana Kuip               | 2016–2019                | RTL 7: RTL Sport Update |                                                                        |
|  | Bert Kuizenga            | 2017–0000 2010 2012–2017 | RTL 4: Hoe Maakt U Het?, RonReizen RTL 5: LifestyleXperience RTL 7: De Succesfactor, Business aan tafel, Ondernemend Nederland |                                                                        |
|  | Annemarie de Kunder      | 2020–0000                | RTL 4: RTL Boulevard (deskundige) |                                                                        |
|  | Georgina Kwakye          | 2014–2016                | RTL 4: Wist Je Dat? |                                                                        |

## L
|  | Naam                    | Periode                       | Programma (onder andere) | Opmerkingen                                    |
|  | ----------------------- | ----------------------------- | --- | ---------------------------------------------- |
|  | Irene van de Laar       | 1999–2008                     | RTL 4: RTL Boulevard, Staatsloterij Magazine, Trendies, Beauty Touch, Dayzers on Tour, LXRY TV RTL 5: Trendies |                                                |
|  | Charlotte Labee         | 2011–2012                     | RTL 4: LifestyleXperience |                                                |
|  | Pernille La Lau         | 2006–2008 2010–0000           | RTL 4: 4 in het Land, Editie NL, Koffietijd, RTL Live, 5 Uur Live, Je Gaat Het Maken, Zondag op Vier |                                                |
|  | Fons Lambie             | 2021–0000                     | RTL 4: RTL De Verkiezingen: de Uitslagenavond (duider), RTL Verkiezingsdebat | Verslaggever RTL Nieuws                        |
|  | Loiza Lamers            | 2022–0000                     | Videoland: Holland's Next Top Model |                                                |
|  | Daphne Lammers          | 2004–0000                     | RTL 4: 4 in het Land, Editie NL, RTL Nieuws, RTL Verkiezingsdebat, RTL De Verkiezingen: de Uitslagenavond, De Nieuwsquiz 2023 |                                                |
|  | Lucie de Lange          | 1991                          | RTL 4: 1 van de 8 |                                                |
|  | Dagmar Lap              | 2014–2015                     | RTL 4: LifestyleXperience |                                                |
|  | Daan Laroo              | jaren ‘90                     | RTL 4: Snowmagazine |                                                |
|  | Leo de Later            | 1990–1999                     | RTL 4: RTL Nieuws |                                                |
|  | Jeroen Latijnhouwers    | 1997–2014                     | RTL 4: RTL Nieuws, Editie NL, RTL Boulevard |                                                |
|  | Fred van Leer           | 2018 2020–0000                | RTL 4: RTL Gezondheidstest (panellid), Your Personal Shopper, I Can See Your Voice (panellid), Chantal’s Beauty Camper, Make Up Your Mind (teamcaptain) RTL 5: Holland's Next Top Model Videoland: Drag Race Holland |                                                |
|  | Paul de Leeuw           | 2013–2014 2018–2020 2024–0000 | RTL 4: Wie ben ik? (panellid), Het zijn net mensen, Roodkapje, Holland's Got Talent (jurylid), Sint & Paul pakken uit!, Paul pakt uit!, Pauls nummer 1 show, Op goed geluk, Stars On Stage (recensent), Ranking The Stars RTL 5: Ranking The Stars |                                                |
|  | Robin Leféber           | 2023                          | RTL 4: Duurzame Roadtrip |                                                |
|  | Anne-Marie van Leggelo  | 2018–0000                     | RTL 4: Life Is Beautiful, Wooninspiraties RTL Z: Business Tips |                                                |
|  | Miranda Leijstra        | 2015–2016                     | RTL 4: Eigen Huis & Tuin |                                                |
|  | Jan Lenferink           | 1993-1995 1999                | RTL 5: TévéPuré RTL 4: RUR, Lenferink |                                                |
|  | Helga van Leur          | 1997–2017 2021–0000           | RTL 4: RTL Weer, Lodewijks Groene Geluk |                                                |
|  | Lieke van Lexmond       | 2007–2021                     | RTL 4: Onze jongste, Dancing with the Stars, TV Makelaar, Het zesde zintuig, Ik kom bij je eten, RTL Boulevard, Stabilo Spellingstrijd, S.O.S. Lieke, Everybody Dance Now (jurylid), Mijn Leven in puin, Back to the Zeros, Het Zit in de Familie, The Voice Senior, Ons Huis vol Spullen, De Battle, Nu of Nooit RTL 5: Expeditie Poolcirkel, Idols, Lelijke eendjes, Mijn vieze vette vervelende verloofde, So You Think You Can Dance The Next Generation, The Ultimate Dance Battle, Undress for Love                       |                                                |
|  | Raya Lichansky          | 1991–1997                     | RTL 4: De 5 Uur Show, Koffietijd, Koken met Sterren | kok                                            |
|  | Loran von Liebenstein   | 2015–2018                     | RTL 4: Kampeer TV |                                                |
|  | Tess Lieder-Wester      | 2024                          | RTL 4: Humberto à Paris (duider) |                                                |
|  | Goedele Liekens         | 2013–2014 1995 2020           | RTL 4: De Dokters, Divorce Hotel RTL 5: Liefde: Lusten en Lasten Videoland: Goedele on Top |                                                |
|  | Geerteke van Lierop     | 2012–2013                     | RTL 4: Wist je dat?!, LifestyleXperience |                                                |
|  | Philip de Liever        | 2007–2008                     | RTL 4: Looking Good |                                                |
|  | Muk van Lil             | 2024–0000                     | RTL 4: Buitengewoon Wonen |                                                |
|  | Carolien ter Linden     | 2017–0000                     | RTL 4: Life Is Beautiful, Ik Zou Wel Eens Willen Weten, Op Weg naar Cannes, Wishing on a Star |                                                |
|  | Marc van der Linden     | 2003–2021                     | RTL 4: RTL Boulevard | [ 11 ]                                         |
|  | Margriet van der Linden | 1997–1998                     | RTL 5: 5 in het Land |                                                |
|  | Dounia Lkoundi          | 2005–2006                     | RTL 4: Telegames, Puzzeltijd, Lijn 4, Dagstrijd |                                                |
|  | Patrick Lodiers         | 2022–2023                     | Videoland: TAFKAL |                                                |
|  | Jamai Loman             | 2009–2010 2014–0000           | RTL 4: Waar is Elvis?!, Ik kom bij je eten, De Grote Improvisatieshow, RTL Boulevard, The Voice of Holland, Echt waar?!, The Voice Kids, Zeesterren (teamcaptain), Planet's Got Talent, It Takes 2, Time to Dance, All Together Now (jurylid), Hoe Zal Ik Het Zeggen?, BankGiro Miljonairs (prijsuitreikingen), Over Winnaars, Secret Duets, De Enige Echte (panellid), Domino Challenge, Holland's Got Talent, Lego Masters, Holland's Got Talent All Stars, Stars On Stage, Kopen Zonder Kijken (eenmalig) RTL 5: Lekker Slim |                                                |
|  | Gijs Loning             | 2013–2014                     | RTL 4: Go Cycling |                                                |
|  | Erik van Looy           | 2024–0000                     | RTL 4: De Pappenheimers, Ons Kent Ons |                                                |
|  | Fajah Lourens           | 2010–2011                     | RTL 5: Style | Tevens actrice in Goede tijden, slechte tijden |
|  | Arjen Lubach            | 2025–0000                     | RTL 4: Lubach |                                                |
|  | Rik Luijcx              | 1995–1996                     | RTL 5: Explosief |                                                |
|  | Ellie Lust              | 2021–0000                     | RTL 5: 112 Vandaag (deskundige), Opgelicht in de Liefde |                                                |
|  | Joris Lutz              | 2003–2004 2007                | RTL 4: Bestemming Nederland, Onze Jongste |                                                |
|  | Gentia Luyckx           | 2001–2002                     | RTL 4: RTL Boulevard |                                                |
|  | Pascale Luyks           | 2005–2009                     | RTL 4: RTL Ontbijtnieuws, 4 in het Land |                                                |

## M
|  | Naam                   | Periode             | Programma (onder andere) | Opmerkingen |
|  | ---------------------- | ------------------- | --- | ----------- |
|  | Bridget Maasland       | 2007–2012 2016–0000 | RTL 4: RTL Boulevard, Ik kom bij je eten, De Zwakste Schakel RTL 5: Beauty & de Nerd, Hoe word ik een New Yorkse vrouw?, Hoe word ik mama in Amsterdam-Zuid?, Hotter Than My Daughter, Lekker Slim, Wie is de reisleider? |             |
|  | Peter van der Maat     | 2001–2005           | RTL 5: RTL Z |             |
|  | Hedwiges Maduro        | 2021–2023           | RTL 7: UEFA Champions League (analist), VTBL |             |
|  | Marcel Maijer          | 1997–0000           | RTL 4: RTL Nieuws, RTL Sport, Op Weg RTL 7: RTL 7 Darts, RTL GP, UEFA Champions League, UCI Baanwielrennen, UEFA Super Cup |             |
|  | Melvin Manhoef         | 2022–0000           | Videoland: Bellator MMA (analist), Glory (analist) |             |
|  | Mounira Mansour        | 2016–2020           | RTL 4: Life is Beautiful, Ik Zou Wel Eens Willen Weten |             |
|  | Justine Marcella       | 2020–2021           | RTL 4: RTL Boulevard |             |
|  | Char Margolis          | 2002–2008 2010      | RTL 4: Char - het Medium |             |
|  | Sandra Masmeijer       | 2001                | RTL 5: De Reistafel |             |
|  | Mirella van Markus     | 2011–2012           | RTL 4: Klus je Rijk, Mooie Mensen in de Zorg |             |
|  | Tamara Markus          | 2020                | RTL 4: Zo Kan Het Ook |             |
|  | Patrick Martens        | 2016–2023           | RTL 4: RTL Breakfast Club, Koffietijd, 5 Uur Live |             |
|  | Frank Masmeijer        |                     | |             |
|  | Sandra Masmeijer       |                     | |             |
|  | Diana Matroos          | 2004–2017 2019      | RTL 4: RTL Nieuws, 4 in het Land, Editie NL, Carré-debat 2017, Constantijn Meer Dan Een Prins RTL 5: RTL Z |             |
|  | Cheryl Mauer           | 2017–2019           | RTL 4: Da's Goed Geregeld, De Beste van Nederland, Ik Zou Wel Eens Willen Weten |             |
|  | Tatjana Maul           | 2017–2019           | RTL 4: Welkom In Mijn Stad, Van Passie Naar Droombaan |             |
|  | Jaap van Meekren †     | 1989–1993           | RTL 4: RTL Nieuws, Het Leven Gaat Door |             |
|  | Anne van der Meer      | 2016–0000           | RTL 4: Editie NL, RTL Nieuws |             |
|  | Ruben van der Meer     | 2010–2015 2022–0000 | RTL 4: Echt Waar?!, Ik kom bij je eten, De Grote Improvisatieshow (comedian) Videoland: TAFKAL |             |
|  | Guus Meeuwis           | 2011–2017           | RTL 4: Ik Hou van Holland (teamcaptain), Meeuwis & De Mol Maken Vrienden |             |
|  | Kim-Lian van der Meij  | 2001–2002 2011 2024 | RTL 4: Puzzeltijd, Sunday Night Fever (coach/jurylid), Expeditie Armoede |             |
|  | Andy van der Meijde    | 2019                | RTL 7: VTBL |             |
|  | Elisa van der Meijden  | 2015–2017           | RTL 4: LifestyleXperience, WoonTips |             |
|  | Ischa Meijer           | 1994–1995           | I.S.C.H.A. |             |
|  | Manon Meijers          | 2015–2017           | RTL 4: RTL Boulevard (deskundige) |             |
|  | Sylvie Meis            | 2011                | RTL 5: The Face |             |
|  | Jessica Mendels        | 2008–2015 2019–2022 | RTL 4: Campinglife, Ik kom bij je eten, RTL Vakantiemagazine, Letrz, Da's Goed Geregeld, RTL Kampeert |             |
|  | Harry Mens             | 1999–0000           | RTL 5: Business Class RTL 7: Business Class |             |
|  | Suze Mens              | 1999–0000           | RTL 5: Business Class RTL 7: Business Class |             |
|  | Christa Meuleman       | 2008–2010           | |             |
|  | Marja Middeldorp       | 2002–2007           | RTL 4: Hoe schoon is jouw huis? |             |
|  | Maurice Middendorp     | 2015–0000           | RTL 4: RTL Weer |             |
|  | Tess Milne             | 2015                | RTL 5: Wie is de Sjaak? |             |
|  | René Mioch             | 2004                | RTL 5: Mioch versus Goderie |             |
|  | Quinty Misiedjan       | 2024–0000           | RTL 4: Wat Een Dag (reporter), Ons Kent Ons (reporter), The Voice Kids |             |
|  | May-Britt Mobach       | 2013–2014           | RTL 4: RTL Boulevard (deskundige) |             |
|  | Johnny de Mol          | 2013–2018           | RTL 4: SynDroom, Johnny in Oranje, Meeuwis & De Mol maken vrienden, Superkids, De wensboom, Holland's Got Talent, Family Island, De reis van je leven, De vrienden van Amstel Live, Hotel SynDROOM, Johnny into the Wild, The Talent Project RTL 5: Project P: Stop Het Pesten RTL 7: Koning Voetbal (teamcaptain) |             |
|  | Linda de Mol           | 2007–2019 2025-     | RTL 4: Ik hou van Holland, Miljoenenjacht, Weet ik veel, Linda's Zomerweek, The Story of My Life, Oh, wat een jaar!, Briljante Breinen |             |
|  | Olav Mol               | 1991–2004 2007–2012 | RTL 4: RTL Formule 1, RTL GP, Crazy Race RTL 7: Wheels on 7, RTL GP |             |
|  | Ronald Molendijk       | 2016–2019           | RTL 4: RTL Boulevard (deskundige) |             |
|  | Soesja del Monte Lyon  | 2015–2016           | RTL 4: LifestyleXperience, WoonTips |             |
|  | Irene Moors            | 1989–2016 2016–2021 | RTL 4: Omroepster, Telekids, Wie is Wie? (panellid), Film- & Videonieuws, Disney Festival, Reis- & Recreatiemagazine, Eigen Huis & Tuin, Het beste van 4, Hitbingo, Pittige Tijden, De Carlo & Irene Show, Firma List & Bedrog, Life & Cooking, De Bachelor, Er is zoveel meer, Doe een wens, Jong geleerd, Let's Dance, De TV Kantine, Life 4 You, Ik hou van Holland (teamcaptain), Ik kom bij je eten, RTL Boulevard, Wie is mijn vader?, Zie ze vliegen, Verbouwen zonder grenzen, RTL viert de koning, Typisch Carlo & Irene, Geef mij nu je angst, Zeesterren, Dancing with the Stars (jurylid), Koffietijd, 5 Uur Live, De Casting Kantine (jurylid) |             |
|  | Fatima Moreira de Melo | 2016–0000           | RTL 4: RTL Boulevard, Expeditie Robinson: Eilandpraat (invalster) Videoland: Robinson Confessions, Temptation Gossip |             |
|  | Aad de Mos             | 2022                | RTL 7: VTBL |             |
|  | Bram Moszkowicz        | 2003–2007 2009–2015 | RTL 4: RTL Boulevard (deskundige) |             |
|  | Chazia Mourali         | 1994–1995 2000–2008 | RTL 4: De Zwakste Schakel, Achmea Kennisquiz, Kat in de zak, In je recht, Char - het medium |             |
|  | Dennis Mulder          | 2005–2008           | RTL Woon & Klusmagazine |             |
|  | Jan Mulder             | 1998–2005           | RTL 4: Villa BvD, Barend & Van Dorp |             |
|  | Eric de Munck          | 2018–2025           | RTL 4: RTL Boulevard (deskundige) |             |

## N
|  | Naam                | Periode             | Programma (onder andere) | Opmerkingen |
|  | ------------------- | ------------------- | --- | ----------- |
|  | Theo Nabuurs        | 2006–2008           | RTL 7: MotorXperience |             |
|  | Guusje Nederhorst † | 2000                | RTL 4: Factor 4 |             |
|  | Anita Sara Nederlof | 2020–0000           | RTL 4: RTL Nieuws, Editie NL |             |
|  | Danny Nelissen      | 2011–2012           | RTL 7: Tour du Jour |             |
|  | Joey Neve           | 2022                | RTL 4: Hart van Goud |             |
|  | Ruben Nicolai       | 2015–0000           | RTL 4: Profesor Nicolai & Dr. Beckand, Beste Kijkers, 5 Tegen 5, Grillmasters: Wie is de beste BBQ-er van Nederland?, RTL Boulevard, De Nationale Gezondheidstest, Staatsloterij: Puur geluk, Oh wat een jaar! (teamcaptain), RTL Gezondheidstest, Holland-België (teamcaptain), Wie ben ik? (teamcaptain), Ik Weet Er Alles Van!, The Masked Singer, De Erfgenaam, LEGO Masters, , Ik Weet Er Alles Van! - VIPS, Make Up Your Mind (panellid), Oh wat een Kerst! (teamcaptain), LEGO Masters: Kerstspecial, Volg Je Me Nog?, Domino Challenge, LEGO Masters: Kidsspecial, The Big Show Met Ruben Nicolai, Doet-ie 't Of Doet-ie 't Niet, Te land, ter zee en in de lucht, Beste Kijkers 2024, Te land, ter zee en in de lucht: Winterspecial, LEGO Masters: Out Of The Box, Pandora's Box, Kopen Zonder Kijken (eenmalig) RTL 5: Boxing Stars, Idols Videoland: TAFKAL | [ 12 ]      |
|  | Nada van Nie        | 2010–2011           | RTL 4: 4ME |             |
|  | Daan Nieber         | 2014–2016 2021–0000 | RTL 4: Editie NL, Mijn Stad, RTL Boulevard, De bouw maakt het, RTL Ontbijtnieuws |             |
|  | Nick Nielsen        | 2005–2007           | RTL 4: Lijn 4 |             |
|  | Rick Nieman         | 1996–2015           | RTL 4: RTL Nieuws, Kwestie van Kiezen, Wat Kiest Nederland?, De Zomer van 4: De Spelen |             |
|  | Ragnar Niemeijer    | 2018–0000           | RTL 7: RTL Voetbal (commentator) |             |
|  | Sybrand Niessen     | 2000–2008           | RTL 4: Koffietijd, Spookhuis, De TV Makelaar, Woonbrigade, Food & Fit, Gevonden Geld |             |
|  | Edvard Niessing     | 1994–1997           | RTL 4: RTL Nieuws, RTL Sportnieuws |             |
|  | Jeroen Nieuwenhuize | 2008                | RTL 7: Wheels on 7 |             |
|  | Jet van Nieuwkerk   | 2017 2024           | RTL 4: Foodmakers, Veel Op Je Bord |             |
|  | Jacques Nieuwlaat   | 2012–2021           | RTL 7: RTL 7 Darts |             |
|  | Marcel de Nijs      | 1989                | RTL 4: Telekids |             |
|  | Gaby van Nimwegen   | 2000–2004 2013–2019 | RTL 4: Woordzoeker, Lijn 4, Game Time, Teleplay, Dit is mijn Toekomst RTL 5: Spitsuur, Astro, Dit Is Mijn Toekomst |             |
|  | Shary-An Nivillac   | 2020                | RTL 4: 72 Uur Ondergronds |             |
|  | Bart Nolles         | 2018–2022           | RTL 7: RTL 7 Darts, RTL Sport Update, Tour du Jour, UEFA Champions League, UEFA Europa League, VTBL, UCI Baanwielrennen |             |
|  | Tineke de Nooij     | 1990–1998           | RTL 4: Tineke, Tineke en De Muziek, Tineke en 't Dagelijkse Leven, Tineke en De Paranormale Wereld, Tineke en Een Manier Van Leven, Tineke's Wereld, Tineke Live |             |
|  | Rick Noorlander     | 2020–0000           | RTL 4: De Wereld van de Watersport |             |
|  | Anna Nooshin        | 2015–2019           | RTL 4: RTL Boulevard (deskundige) RTL 5: Curvy Supermodel, Holland's Next Top Model |             |

## O
|  | Naam                   | Periode                  | Programma (onder andere) | Opmerkingen |
|  | ---------------------- | ------------------------ | --- | ----------- |
|  | Reinout Oerlemans      | 1996–2005                | RTL 4: Een Kwestie van Doen, Postcode Loterij Recordshow, Heartbreak Hotel, Gekkenhuis, De Nationale Gezondheidstest, Pulse, Typisch '80, Wedden dat...?, Idols, De 10, uitreikingen in diverse Postcode Loterij programma's |             |
|  | Derek Ogilvie          | 2007–2013                | RTL 4: Baby's wil is wet, Babyfluisteraar, The Ghost Whisperer, Ik kom bij je eten, Het zesde zintuig, Family Circle, Derek Ogilvie: Kinderfluisteraar, Derek Ogilvie: Unexpected                                            |             |
|  | Tim Oliehoek           | 2016–0000                | RTL 4: RTL Boulevard (deskundige) |             |
|  | Epco Ongering          | 2004–2015                | RTL 4: Yacht Vision, RTL Vaart, VaarTV |             |
|  | Amara Onwuka           | 2007 2013–2019 2024–0000 | RTL 4: RTL Weer |             |
|  | Chimène van Oosterhout | 2008–2018 2024-0000      | RTL 4: De Televisiedokter, Health Angels, 4ME, Medical Travel, House Vision, Sunny Side Up, Life is Beautiful, Nederland Ontdekt, Cruise Life                                                                                |             |
|  | Floor Oosterwijk       | 2008–2009 2011           | RTL 4: Je Lijf Je Leven |             |
|  | Stijn van Oss          | 2014–2015                | RTL 4: Tracks & Trails |             |
|  | Harry Otten            | 1989–2000                | RTL 4: RTL Weer |             |
|  | Gisela Otto            | 2001–2007                | RTL 4: Diverse belspellen |             |
|  | Morad El Ouakili       | 2023–0000                | RTL 4: RTL Boulevard (deskundige & co-host) |             |
|  | Mari Carmen Oudendijk  | 1997–2006 2011           | RTL 4: RTL Sportnieuws, RTL Actueel, Extra, Yacht Vision, Wereldzaken: De Kracht Van Duurzame Business RTL 5: 5 in het Land, De gouden koets                                                                                 |             |
|  | Daniëlle Overgaag      | 1996–1998                | RTL 4: Het Staatslot Op Locatie, De Staatsloterijshow, Nederland Muziekland, De Verjaardagsshow |             |
|  | Jeroen Overmars        | 2019–2022                | RTL 4: Van Woonvilla naar Droomvilla |             |
|  | Liny van Oyen          | 2002–2007                | RTL 4: Hoe Schoon Is Jouw Huis? |             |
|  | Riks Ozinga            | 2000–2001                | RTL 4: RTL Ontbijtnieuws |             |

## P
|  | Naam                    | Periode                  | Programma (onder andere) | Opmerkingen                          |
|  | ----------------------- | ------------------------ | --- | ------------------------------------ |
|  | Patricia Paay           | 2002–2003 2010–2012      | RTL 4: RTL Boulevard (deskundige), Holland's Got Talent (jurylid), Diva's draaien door, Ik kom bij je eten                                          |                                      |
|  | Rolph Pagano †          | 1997–2001                | RTL 5: Business Update, Career Club, Onderneem Het                                                                                                  |                                      |
|  | Roberta Pagnier         | 2015–2017                | RTL 4: Carlo's TV Café, RTL Woonmagazine |                                      |
|  | Nadia Palesa            | 2014–2016                | RTL 4: RTL Snowmagazine, WoonTips, VaarTV |                                      |
|  | Kraantje Pappie         | 2025                     | RTL 4: The Headliner (coach) |                                      |
|  | Anouk de Pater          | 2016–2017                | RTL 4: LifestyleXperience, WoonTips |                                      |
|  | Raffaëla Paton          | 2017–2018                | RTL 4: De Beste van Nederland |                                      |
|  | Paula Patricio          | 1997–1998                | RTL 5: Showbizz Nieuws |                                      |
|  | Julius Patty            | 2023–0000                | RTL 4: RTL Nieuws |                                      |
|  | Henne Pauli             | 1994–1995                | RTL 5: AdfoTV |                                      |
|  | Jeroen Pauw             | 1989–1998                | RTL 4: RTL Nieuws, Studio Rembrandt, Kwestie van Kiezen, RTL Dossier                                                                                |                                      |
|  | Cato-Margo Peekel       | 2012                     | RTL 4: Familie Team |                                      |
|  | Han Peekel              | 1991–1992                | RTL 4: Gezondheid |                                      |
|  | Ron Peereboom Voller    | 2021–0000                | RTL 4: RonReizen |                                      |
|  | Antoin Peeters          | 2001–0000                | RTL 4: RTL Nieuws, RTL Boulevard, Carré-debat 2017, Jinek & RTL Nieuws: De Strijd om de Kiezer, RTL De Verkiezingen: de Uitslagenavond RTL 5: RTL Z |                                      |
|  | Lynn Pelgroms           | 2008–2009                | |                                      |
|  | Jennifer van der Pennen | 2022                     | RTL 4: Tuinplezier (groenspecialist) |                                      |
|  | Michel Perridon         | 2022                     | Videoland: Celebrity Apprentice |                                      |
|  | Paula Petiet            | 2019–0000                | RTL 4: De Visvrouwen |                                      |
|  | Saskia Pieck            | 2017–0000                | RTL 4: RTL Snowmagazine |                                      |
|  | Sharon Pieksma          | 2013                     | RTL 4: LifestyleXperience |                                      |
|  | Annika Pietersma        | 2018–0000                | RTL 4: Off Piste, RTL Ski & More |                                      |
|  | Nana Piguillet-Appiah   | 2013–0000                | RTL 4: LifestyleXperience, WoonTips, House Vision                                                                                                   |                                      |
|  | Michael Pilarczyk       | 1998–2008                | RTL 4: Hollands Hollywood, The Big Entertainment Club, Great Escapes, RTL Autowereld RTL 7: Supercars, Wheels on 7                                  |                                      |
|  | Eddy Planckaert         | 2013–2015                | RTL 7: Tour du Jour |                                      |
|  | Nienke Plas             | 2018                     | RTL 5: Zon Zuipen Ziekenhuis: Hier is het feestje                                                                                                   |                                      |
|  | Nikkie Plessen          | 2008–2012 2014–0000      | RTL 4: Ik kom bij je eten, RTL Boulevard RTL 5: New Chicks: Brabantse Nachten op Curaçao                                                            |                                      |
|  | René Pluijm             | 2009–2016 2019           | RTL 4: Pluijm op Pad, Lekker Weg Aan Tafel, Campinglife, Pluijm's Eetbare Wereld                                                                    |                                      |
|  | Caroline Pluym          | 2021–2022                | RTL 4: Hey Baby!, Life is Beautiful |                                      |
|  | Andreas Pol             | 2005–0000                | RTL 7: RTL Autowereld |                                      |
|  | Angela Ponsioen         | 2010–2012 2014–2019      | RTL 4: Beauty+, Beauty Enzo, Life Is Beautiful, Bubbels & Boerenkool, Bubbels & Zo, Bubbels & Gloss                                                 | Voorheen bekend als Angela Hoogeveen |
|  | Laura Ponticorvo        | 2013                     | RTL 4: RTL Wintertijd |                                      |
|  | Jo De Poorter           | 1999–2000 2012           | RTL 4: Postcode Loterij Zomerkampioen, Sponsorbingo Loterij, RTL Boulevard                                                                          |                                      |
|  | Jeroen Post             | 2014–2016 2018           | RTL 4: LifestyleXperience, WoonTips |                                      |
|  | Winston Post            | 2011 2012–2017 2020–0000 | RTL 4: Gezond Mooi & Gelukkig, Altijd Jong, Nederland Proeft, Life is Beautiful, Boarding Time, Van Passie naar Droombaan                           |                                      |
|  | Marc Postelmans         | 1989–1990                | RTL 4: De 5 Uur Show, Telekids |                                      |
|  | Koos Postema            | 1990–1996                | RTL 4: Klasgenoten, Met Hart En Ziel, Geldwijzer, De Keus van Koos, Postema op Pad, Kans Voor Een Kind, U Beslist                                   |                                      |
|  | Arjan Postma            | 2014–2018 2020           | RTL 4: Het Zijn Net Mensen (deskundige), Wie Overleeft Nederland?                                                                                   |                                      |
|  | Steffi de Pous          | 2014                     | RTL 4: Hier Moet Je Zijn! |                                      |
|  | Beryl van Praag         | 1991–1993 1997–1998      | RTL 4: Ron's 2e Jeugd Show (assistente), Computer Vision                                                                                            |                                      |
|  | Chiel van Praag         | 1996?–2006?              | RTL 4: Nederland Muziekland, Crazy Race, Het Staatslot Op Locatie, Staatsloterij Magazine, Staatsloterij Muziekland, Superscore                     |                                      |
|  | Ivo Putman              | 2024–0000                | RTL 4: Buitengewoon Wonen |                                      |
|  | Joris Putman            | 2007–2008 2014–2016      | RTL 4: Van Kavel tot Kasteel, GreenTech, Sumba: Island of the Future                                                                                |                                      |

## Q
|  | Naam          | Periode   | Programma (onder andere)                       | Opmerkingen |
|  | ------------- | --------- | ---------------------------------------------- | ----------- |
|  | Petey de Quay | 1995–1997 | RTL 4: Health Body & Care, Lifestyle Exclusief |             |

## R
|  | Naam                    | Periode                                        | Programma (onder andere) | Opmerkingen |
|  | ----------------------- | ---------------------------------------------- | --- | ----------- |
|  | Jur Raatjes             | 1989–1995                                      | RTL 4: Match, Autosport Extra, RTL Sport, RTL Sportnieuws |             |
|  | Gijs Rademaker          | 2022–0000                                      | RTL 4: RTL Nieuwspanel, Ons Kent Ons (duider) Videoland: Maarten en Gijs op Dinojacht | [ 13 ]      |
|  | Bastiaan Ragas          | 2004–2005 2018                                 | RTL 4: Popstars: The Rivals (jurylid), Staatsloterij Zomer, Ragas Reist Rond |             |
|  | Tooske Ragas-Breugem    | 2002–2004 2018–2020                            | RTL 4: Idols, John Kraaijkamp Musical Awards Gala, Ragas Reist Rond, 5 Uur Live, Koffietijd |             |
|  | Gigi Ravelli            | 2013–2014                                      | RTL 4: Campinglife |             |
|  | Kenan Raven             | 2002                                           | RTL 4: Boys Dreamz |             |
|  | Arno Raymakers          | 2010–0000                                      | RTL 4: Enjoy Life, Over de Reling, Enjoy Life - Kidsjen, Weekend Trip, RTL Vakantiemagazine, RTL Wintertijd, Way Of Living, De Wereld Van Smaak, The Mountain Butler, Eindelijk Tijd, Alpenhaus!, My Next Destination, Rock de Boot: deining in de watersport, Winter Wereld                                            |             |
|  | Roos Reedijk            | 2019–0000                                      | RTL 4: Kopen Zonder Kijken, RTL Boulevard (deskundige) |             |
|  | Sandra Reemer †         | 1990–1994 1999                                 | RTL 4: Wedden dat..?, Showmasters, De Betere Sexe, Het Beste Van 4, Kappersgala 1990, Sandra’s Verjaardagsshow, De Zaterdagavond Show RTL 5: Songfestivalkenner van de Eeuw Show |             |
|  | Rob van Rees            | 1989–1990                                      | RTL 4: RTL Autovisie |             |
|  | Monique van der Reijden | 2000–2001 2011 2024                            | RTL 4: Opnieuw Beginnen, RTL Woonmagazine, Buitengewoon Wonen |             |
|  | Vivian Reijs            | 2002–2003 2010–2011 2014                       | RTL 4: Staatsloterij Magazine, RTL Boulevard (deskundige) RTL 5: Style |             |
|  | Willem Reimers          | 2007–2019                                      | RTL 4: Herrie in het Hotel, Herrie met Sterren, Mijn Tent Is Top, Herrie XXL, Knallen in de Horeca, Herrie In Hotel Spaander, Het Is Hier Geen Hotel, Herrie op de Bosbaan, Herrie in de Druiventros, Herman’s Pop-up Restaurant                                                                                        |             |
|  | Victor Reinier          | 1997–2001 2003                                 | RTL 4: Lucky Letters, Typisch '70 |             |
|  | Peter Jan Rens          | 1993–2000                                      | RTL 4: Doet-ie 't Of Doet-ie 't Niet, 5 Tegen 5, Geef Nooit Op, U Bent Aan De Beurt, Peter-Jan Rens Late Night, Woordwinner, De Jongens Tegen De Meisjes, Telekids: De Grote Meneer Kaktus Show, TV Mail, Fris & Chips                                                                                                  |             |
|  | Margot Ribberink        | 1993–2013                                      | RTL 4: RTL Weer |             |
|  | Erik-Alexander Richter  | 2013–2016                                      | RTL 4: Life Is Beautiful |             |
|  | Bartel Van Riet         | 2020                                           | Videoland: Expeditie Robinson: All Stars |             |
|  | Patricia Rietveld       | 1994–1996                                      | RTL 4: Het Rad van Fortuin (assistente), Parodie Parade (assistente), Het Staatslot Op Locatie |             |
|  | Ron de Rijk             | 2007–2008                                      | RTL 7: RTL Voetbal (commentator) |             |
|  | Lucia Rijker            | 2022–0000                                      | Videoland: Glory (analist) |             |
|  | Dounia Rijkschroeff     | 2017–2018 2020 2025–0000                       | RTL 4: Van Passie naar Droombaan, Carpe Diem with Dounia and Friends, Do It Yourself Masters |             |
|  | Elle van Rijn           | 2002                                           | RTL 4: Ron & André’s Bingopaleis |             |
|  | Xavier Rijsdijk         | 2019–2020                                      | RTL 4: Welkom In, Van Passie Naar Droombaan |             |
|  | Esther van Rijswijk     | 2004                                           | RTL 5: RTL Z |             |
|  | Mark van Rijswijk       | 2007–2008                                      | RTL 7: RTL Voetbal (commentator) |             |
|  | Quintis Ristie          | 2011                                           | RTL 5: Echte meisjes in de jungle |             |
|  | Robbert Rodenburg       | 2021                                           | Videoland: Viewing Party: Prince Charming |             |
|  | Jan Roelfs              | 1989–1996                                      | RTL 4: RTL Sportnieuws |             |
|  | Kürt Rogiers            | 2020–2021                                      | RTL 4: LEGO Masters, LEGO Masters: Out Of The Box |             |
|  | Paul de Römph           | 2022–0000                                      | RTL 4: Op Naar De Top |             |
|  | Mascha de Rooij         | 2014                                           | RTL 4: Altijd Jong |             |
|  | Dave Roelvink           | 2015–2018                                      | RTL 5: De Roelvinkjes Videoland: Dave en Donny op expeditie, Dave en Dien op Ibiza, Dave het huis uit |             |
|  | Donny Roelvink          | 2015–2018 2023–0000                            | RTL 4: RTL Boulevard (deskundige) RTL 5: De Roelvinkjes Videoland: Dave en Donny op expeditie, Dave en Dien op Ibiza, Dave het huis uit, De Roelvinkjes |             |
|  | Dries Roelvink          | 2015–2018 2020–0000                            | RTL 4: RTL Boulevard (deskundige) RTL 5: De Roelvinkjes Videoland: Dave en Dien op Ibiza, Dave het huis uit, De Roelvinkjes |             |
|  | Bert Romani             | 2023–0000                                      | RTL 4: RonReizen |             |
|  | Art Rooijakkers         | 2018–2024                                      | RTL 4: Holland-België, Praat Nederlands Met Me, Iedereen Had Het Erover, Zomer Met Art, Rooijakkers Over De Vloer, B&B Vol Liefde, Expeditie Robinson: All Stars, DNA Singers, B&B Vol Liefde: Hoe Is Het Nu Met?, B&B Vol Liefde: De Reünie, Expeditie Robinson Videoland: De Verraders, Expeditie Robinson: All Stars |             |
|  | Danny Rook              | 1995                                           | RTL 4: Now Tv |             |
|  | Stacey Rookhuizen       | 2011                                           | RTL 4: X Factor (jurylid) RTL 5: Project Catwalk |             |
|  | Maarten van Rossem      | 2022                                           | Videoland: Maarten en Gijs op Dinojacht |             |
|  | Jan Rot †               | 1995 1999                                      | RTL 5: Lieve Jongens Allemaal, Songfestivalkenner van de Eeuw Show |             |
|  | Sam van Royen           | 2024                                           | RTL 7: UEFA Champions League (verslaggever) |             |
|  | Ton van Royen           | 1994-1995                                      | RTL 5: Lijn 5 |             |
|  | Martin Rudelsheim       | 1989–1990                                      | RTL 4: Niet Te Geloven, De BoodschappenBeurs |             |
|  | Niels de Ruiter         | 2012–2013                                      | RTL 7: RTL 7 Darts (analist) |             |
|  | Leontine Ruiters        | 1990–1994 1997–1998 2009 2014–2016 incidenteel | RTL 4: Het Rad van Fortuin (assistente), RTL Snowmagazine, Time 2 Move Bodytrend, For You Modemagazine, Style & Beauty, Bankgiroloterij: The Big Picture (prijsuitreikingen), Vriendenloterij: De Winnaars |             |
|  | Iris Rulkens            | 2011–2020                                      | RTL 4: LifestyleXperience, WoonTips, Goed Gevonden, Da's Goed Geregeld, De Helden van Nu |             |
|  | Niels Ruderkamp         | 2020 2023–0000                                 | RTL 4: BBQ Battle, Het Goede Buitenleven |             |
|  | William Rutten          | 2015–0000                                      | RTL 4: RTL Boulevard (deskundige), Het perfecte plaatje (jurylid) |             |

## S
|  | Naam                   | Periode                       | Programma (onder andere) | Opmerkingen                                                             |
|  | ---------------------- | ----------------------------- | --- | ----------------------------------------------------------------------- |
|  | Marlayne Sahupala      | 2001–2002                     | RTL 4: De Draad Kwijt |                                                                         |
|  | Chantalle Sampat       | 2014                          | RTL 4: LifestyleXperience |                                                                         |
|  | Anniko van Santen      | 1989–2000                     | RTL 4: Omroepster, Villa Lux, RTL Matinee, Dierbare Vrienden, Flora Magazine, Telekids, Music City, Snowmagazine, Cartoon Express, Teleteens, Disney Festival, Disney Cartoon Express, Dat Kan Ik Ook! RTL 5: Stoppen Met Roken                                                         |                                                                         |
|  | Dean Saunders          | 2013                          | RTL 4: New Beauty Looks |                                                                         |
|  | Léonie Sazias          | 2000                          | RTL 4: Spott Tv |                                                                         |
|  | Andreas van der Schaaf | 1997–1998                     | RTL 4: Vrouwen Van Het Gooi |                                                                         |
|  | Mark Schaaf            | 2016–2017 2022–0000           | RTL 4: Nederland Heeft Het!, Onderweg naar de Regio Videoland: Bellator MMA, Glory |                                                                         |
|  | Elise Schaap           | 2021 2023                     | RTL 4: De Casting Kantine (jury), Blablabla met Schaap | Tevens actrice in De TV Kantine, Familie Kruys                          |
|  | Mark Schadenberg       | 2022                          | RTL 4: Nederland Ontdekt |                                                                         |
|  | Kirsten van Schaik     | 2015–2017                     | RTL 4: Altijd Jong |                                                                         |
|  | Peggy Jane de Schepper | 2004–2005 2010–2011           | RTL 5: Motorlife, Style |                                                                         |
|  | Anouk van Schie        | 2011–2014 2016–2017           | RTL 4: LifestyleXperience, Ja Wij Willen, Nederland Heeft Het! |                                                                         |
|  | Angela Schijf          | 2015–2016                     | RTL 4: Superkids (jurylid), Als Je Me Echt Zou Kennen |                                                                         |
|  | Vincent Schildkamp     | 2007–2013 2021–2024           | RTL 7: RTL Voetbal (commentator), UEFA Champions League (commentator) |                                                                         |
|  | Roderik Schillemans    | 2015                          | RTL 4: Go Cycling |                                                                         |
|  | Roland Scholten        | 2013–2021                     | RTL 7: RTL 7 Darts (analist) |                                                                         |
|  | Marceline Schopman     | 1994–1996                     | RTL 4: Gezond & Wel, Eigen Huis & Tuin |                                                                         |
|  | Irene Schouten         | 2024                          | RTL 4: Humberto à Paris (duider) |                                                                         |
|  | Tineke Schouten        | 2008–2011                     | |                                                                         |
|  | Jetske Schrijver       | 2014–0000                     | RTL 4: RTL Nieuws, Editie NL, RTL Verkiezingsdebat |                                                                         |
|  | Loretta Schrijver †    | 1989–2007 2010–2025           | RTL 4: RTL Nieuws, Gezondheid, Knallende Kurken, De André en Loretta Show, Wie durft?, Koffietijd, Kanjers Van Goud, RTL Live, 5 Uur Live, The Masked Singer (panellid), Merry Little Christmas (jurylid), Beste Kijkers (panellid) RTL 5: Week X / Week Y, De 20e Eeuw, RTL Z          |                                                                         |
|  | Oren Schrijver         | 2013–2014                     | RTL 4: RTL Boulevard |                                                                         |
|  | Morijntje Schröder     | 2009–2012                     | RTL 4: Je Lijf Je Leven |                                                                         |
|  | Maaike Schutjes        | 2011–2012                     | RTL 4: Dit is mijn lijf |                                                                         |
|  | Sandra Schuurhof       | 2008–2012                     | RTL 4: RTL Boulevard, RTL Nieuws, Wat vindt Nederland?, Ik kom bij je eten |                                                                         |
|  | Katja Schuurman        | 1998 2019–2021                | RTL 4: Edison Music Awards 1998, Wat vindt Nederland? (teamcaptain), Gemaakt in Nederland, De Battle, Beter Laat Dan Nooit |                                                                         |
|  | Daan Schuurmans        | 2007                          | RTL 4: Bankgiroloterij: Voor de rest van je leven |                                                                         |
|  | Pim Sedee              | 2008–2018 2021–0000           | RTL 4: RTL Nieuws (verslaggever), 5 Uur Live (invalpresentator) RTL 5: Opsporing NL, 112 Vandaag |                                                                         |
|  | Jasmine Sendar         | 2012–2013 2015                | RTL 4: LifestyleXperience RTL 7: Alles voor de Man | tevens actrice in Malaika (RTL 5), Goede tijden, slechte tijden (RTL 4) |
|  | Joep Sertons           | 1998                          | RTL 4: Afslag 4, Ga Toch Fietsen! |                                                                         |
|  | Sonja Silva            | 2017–2018 2020–heden          | RTL 4: Van Passie naar Droombaan, Lekker in je Vel |                                                                         |
|  | Tatjana Šimić          | 2011                          | RTL 4: Wie kiest Tatjana?, Diva's Draaien Door |                                                                         |
|  | Odette Simons          | 2004–2005 2013                | RTL 4: Puzzeltijd, Mijn Vriendin & Ik, RTL Wintertijd |                                                                         |
|  | Sander Simons †        | 1989–1999                     | RTL 4: RTL Nieuws |                                                                         |
|  | Sylvana Simons         | 2000–2008                     | RTL 4: RTL Live, TV Makelaar, Je Echte Leeftijd, Met Man en Macht, Kaft, Hoe Mooi Is Jouw Straat?, De Aanhouder Wint, Bekend & Bekeken, Char - het Medium, Opvolger Gezocht, Nederland Vertrekt, Staatsloterij presenteert: Inpakken & Wegdromen, Dancing with the Stars, RTL Boulevard |                                                                         |
|  | Jon Sistermans         | 1993–1994                     | RTL 4: Koken met Sterren |                                                                         |
|  | Anna-Alicia Sklias     | 2013                          | RTL 4: We Love 2 Shop Extra |                                                                         |
|  | Yazmine Slaghuis       | 2021                          | RTL 4: Altijd Jong |                                                                         |
|  | Vivian Slingerland     | 2006–0000                     | RTL 4: 4 in het Land, Nederland vertrekt, Eten & Drinken, Gewoon mooier, Yacht Vision, House Vision, Ik kom bij je eten, RTL Consult, Koffietijd, RTL Vaart, VaarTV, De mooiste tuinen van Nederland, 5 Uur Live                                                                        |                                                                         |
|  | Jeroen Slob            | 2021–2022                     | RTL 4: Lekker in je Vel |                                                                         |
|  | Jenny Smit             | 2022-2023                     | RTL 4: Mamma's Wereld |                                                                         |
|  | Jurgen Smit            | 2006–2008                     | RTL 5: RTL Tuinmagazine |                                                                         |
|  | Rogier Smit            | 2020–2021                     | RTL 4: Frank & Rogier Checken in, De Druiventros |                                                                         |
|  | Henkjan Smits          | 2003–2007                     | RTL 4: Idols (jurylid), X Factor (jurylid), RTL Boulevard, Mannen Van Een Zekere Leeftijd |                                                                         |
|  | Jeroen Smits           | 2001–2004 2012–2013 2017–2018 | RTL 4: Chat Challenge, Trits Kids en diverse andere belspellen, LifestyleXperience, Nederland Heeft Het! |                                                                         |
|  | Marie-Jeanne Smithuis  | 2013                          | RTL 4: LifestyleXperience |                                                                         |
|  | Anouk Smulders         | 2008–2016                     | RTL 4: RTL Boulevard (deskundige) Holland's Next Top Model |                                                                         |
|  | Melissa Sneekes        | 2022                          | RTL 4: Life is Beautiful |                                                                         |
|  | Wesley Sneijder        | 2021–2024                     | RTL 7: UEFA Champions League (analist), UEFA Super Cup (analist) |                                                                         |
|  | Jeroen Snel            | 2022–0000                     | RTL 4: RTL Boulevard (deskundige) |                                                                         |
|  | Jeroom Snelders        | 2025                          | RTL 4: Los Het Op! |                                                                         |
|  | Diana Sno              | 2000–2002                     | RTL 4: RTL Ontbijtnieuws RTL 5: 5 in het Land |                                                                         |
|  | Jeremy Sno             | 2004–2005 2007 2018–2019      | RTL 4: Puzzeltijd, Telegames, Spotlight, BSportif |                                                                         |
|  | Alfred Snoek           | 2018–2020                     | RTL 4: RTL Weer |                                                                         |
|  | Henriëtte Sol          | 2005–2014                     | RTL 4: My First Home, Boarding Now, House Vision, Droom van een Huis, Citynews RTL 5: Boarding Now |                                                                         |
|  | Caroline Sonneveld     | 2000–2007 2011–2019           | RTL 4: Game Time, Teleplay, Telegames, Woordzoeker, Spotlight, Live op 4, Altijd Jong, Dit is mijn Toekomst |                                                                         |
|  | Kees van der Spek      | 2018–0000                     | RTL 4: RTL Boulevard (deskundige), Beste Kijkers (panellid) RTL 5: Kees van der Spek ontmaskert, Kees van der Spek: Oplichters aangepakt |                                                                         |
|  | Margreet Spijker       | 1997–2014                     | RTL 4: RTL Nieuws, Editie NL, Wat vindt Nederland? RTL 5: 5 in het Land |                                                                         |
|  | Jack Spijkerman        | 2009–2016                     | RTL 4: Wat vindt Nederland?, Echt Waar?! RTL 7: Koning Voetbal |                                                                         |
|  | Cas Spijkers           | 1994–1996 1998–2000           | RTL 4: Koken met Sterren |                                                                         |
|  | Suzanne Spliethoff     | 2017–2019                     | RTL 4: Life Is Beautiful, Ik Zou Wel Eens Willen Weten |                                                                         |
|  | Jeanine Splinter       | 2011–2015                     | RTL 4: Dit is mijn lijf |                                                                         |
|  | Sanne Staarink-Steusel | 2011–2019                     | RTL 4: RTL Ontbijtnieuws, Editie NL, RTL Nieuws |                                                                         |
|  | Eveline Stallaart      | 2016–0000                     | RTL 4: RTL Boulevard (deskundige), Married At First Sight |                                                                         |
|  | Huub Stapel            | 2005–2007                     | RTL 5: Stapel op auto's |                                                                         |
|  | Mike Starink           | 2000–2005                     | RTL 4: Lijn 4, Factor 4, Chris Kras, Lunchroom, Dier Enzo |                                                                         |
|  | Marco Starink          | 2009                          | RTL 4: DierZ |                                                                         |
|  | Gaston Starreveld      | 1990–0000                     | RTL 4: Rad van Fortuin (voice over), Postcode Loterij Recordshow, Sponsorbingo Loterij, de Kanjer Nieuwjaarsshow, Nederland Vertrekt, uitreikingen in diverse door de Postcode Loterij gesponsorde programma's, Kanjers van Goud, Bestemming...                                         |                                                                         |
|  | Gijs Staverman         | 2002–2005 2010–2012           | RTL 4: Planet Race, Eerlijk Is Eerlijk, Staverman Ziet Alles, Boarding Now, Nederland Versus De Wereld, RTL Boulevard |                                                                         |
|  | Julie Van den Steen    | 2021                          | RTL 4: Game of Talents |                                                                         |
|  | Nico Steenbergen       | 2001–2005                     | RTL 5: RTL Z |                                                                         |
|  | Bram Steenhuisen       | 1999                          | RTL 4: Showbiz International |                                                                         |
|  | Samantha Steenwijk     | 2019–2024                     | RTL 4: RTL Boulevard (deskundige), I Can See Your Voice (panellid), Secret Duets (panellid) |                                                                         |
|  | Alberto Stegeman       | 1997–1999                     | |                                                                         |
|  | Joost van der Stel     | 2003–2004                     | RTL 4: Game Time, Telegames, Teleplay, Woordzoeker, Trits Kids, Lijn 4, Chris Kras, De Gossip Quiz, Vragenvuur |                                                                         |
|  | Rob Stenders           | 2008                          | |                                                                         |
|  | Shelly Sterk           | 2016–2018                     | RTL 4: RTL Boulevard (deskundige) RTL 5: Galileo |                                                                         |
|  | Steef van Stiphout     | 2015–0000                     | RTL 4: Editie NL, RTL Ontbijtnieuws |                                                                         |
|  | Sjoerd van Stokkum     | 2008                          | RTL 7: Wheels on 7 |                                                                         |
|  | Co Stompé              | 2012–2021                     | RTL 7: RTL 7 Darts (analist) |                                                                         |
|  | Pieter Storms          | 1995–1999                     | RTL 4: Breekijzer, Wat Kost Dat? RTL 5: Breekijzer |                                                                         |
|  | Jaap Strijker          | 2013                          | RTL 4: LifestyleXperience |                                                                         |
|  | Carlo Strijk           | 1994–1995                     | |                                                                         |
|  | Evelyn Struik          | 2006–2020                     | RTL 4: House Vision, Nederland vertrekt, Ik kom bij je eten, Yacht Vision, Lekker weg aan tafel, RTL Consult, Wist je dat?!, TV Makelaar: Mission Impossible, De klusbrigade, Eigen Huis & Tuin, Verminkt RTL 5: Ambilight Opening Night, RTL Musicworld, RTL Tuinmagazine              |                                                                         |
|  | Yfke Sturm             | 2006–2007                     | RTL 5: Holland's Next Top Model |                                                                         |

## T
|  | Naam               | Periode                                            | Programma (onder andere) | Opmerkingen |
|  | ------------------ | -------------------------------------------------- | --- | ----------- |
|  | Dirk Taat          | 2011–2015 2018 2020–2023                           | RTL 4: 4ME, Hier moet je zijn!, Nederland heeft het!, Dit Is Holland |             |
|  | Tabitha            | 2021                                               | Videoland: Mooi Zoals Je Bent |             |
|  | Humberto Tan       | 2007–0000                                          | RTL 4: RTL Voetbal, Mijn man kan niet dansen, Team van Toen, RTL Boulevard, RTL Late Night, Het zijn net mensen, The Big Music Quiz, Holland's Got Talent, Dance Dance Dance, Ondertussen in Nederland, The Repair Shop, Het beste van Got Talent Worldwide, Humberto, Postcodeloterij Lotgenoten: Je Leven Verrijkt, Vijf Jaar Na De Stint: Het Verhaal Van De Ouders, Humberto à Paris, Postcodeloterij Schat Je Rijk!, RTL Tonight, Humberto Tan en Plekken Om Nooit Te Vergeten RTL 7: UEFA Champions League, UEFA Super Cup, VTBL |             |
|  | Michiel Teeling    | 2007–2008                                          | RTL 7: RTL Voetbal (commentator) |             |
|  | Margje Teeuwen     | 2015                                               | RTL 4: Ik Zou Wel Eens Willen Weten |             |
|  | Stephanie Tency    | 2013–0000                                          | RTL 4: LifestyleXperience, Da's Goed Geregeld, The Dutch Way, Het Spaanse Leven, Roadtrip Curaçao, Hart van Goud |             |
|  | Caroline Tensen    | 1989–1999 2007–2008 2010–2013 2015, 2016 2019–0000 | RTL 4: Omroepster, Hits uit Holland, Jukebox, Fashion, RTL Matinee, Telekids, Wie is Wie?, Wie ben ik?, Liefde op het eerste gezicht, Hitbingo, Knallende Kurken, Het spijt me, De 5 Uur Show, Doen rond de wereld, Dat staat je goed, Solo voor een kind, B.O.T.S. (Battle of the Sexes), Postcode Loterij: Eén tegen 100, Kanjers van Goud, uitreikingen in diverse Postcode Loterij-programma's, Bestemming..., Ik Ga Op Reis En Ik Neem Mee…, RTL Boulevard, 5 Uur Live, Five Days Inside, Postcodeloterij: Één tegen 50, De Reis van je Genen, De Enige Echte, Kopen of Slopen, Beste Kijkers 2024 (panellid), Kopen Zonder Kijken (eenmalig) |             |
|  | Henk Terlingen     | 1993                                               | |             |
|  | Susanne Terporten  | 2011–2013                                          | RTL 4: RTL Boulevard |             |
|  | Bertram Terpstra   | 2015–0000                                          | RTL 4: Van Woonvilla Naar Droomvilla |             |
|  | Amber Teterissa    | 2013                                               | RTL 4: Go Cycling |             |
|  | Mark Teurlings     | 2011–2012                                          | RTL 4: RTL Boulevard |             |
|  | Romek van Thiel    | 1999–2004                                          | RTL 4: Schalkse Ruiters, De draad kwijt, Yacht Vision |             |
|  | Manon Thomas       | 1989–1991 2009                                     | RTL 4: Omroepster, RTL Matinee, Telekids, Eigen huis (Een plek onder de zon), Beestenboel, Hoge ogen, Flora Magazine, Twins - de Tweelingenshow (panellid), RTL Minigames: Gebarentaal/ Pictionary/ Scrabble/ Taboe/ Scategories, RTL Club, RTL Vandaag |             |
|  | Peter Timofeeff    | 1997–2014                                          | RTL 4: RTL Weer |             |
|  | Chriet Titulaer    | 1992                                               | RTL 4: Welkom in de Toekomst |             |
|  | Hans van der Togt  | 1990–1998 2000                                     | RTL 4: Rad van Fortuin, Kappersgala 1990, Het Millenniumspel |             |
|  | Maureen du Toit    | 2017                                               | RTL 4: 5 Uur Live |             |
|  | Jamie Trenité      | 2019–2023                                          | RTL 4: RTL Boulevard, 5 Uur Live, Wie de Boer Niet Kent RTL 5: Pech op de piste |             |
|  | Duncan Tromp       | 2024                                               | RTL 5: Kast Vol Kansen |             |
|  | Quinty Trustfull   | 2006 2008–2023                                     | RTL 4: Battle of the Stars, House Vision, Eigen Huis & Tuin, Ik kom bij je eten, Koffietijd, uitreikingen in diverse Postcode Loterij programma's, Kanjers van Goud, Een zaak van bloemen, Bestemming..., RTL Live, 5 Uur Live, Ik Ga Op Reis En Ik Neem Mee… |             |
|  | Alwien Tulner      | 2009–2010                                          | RTL 5: RTL Autowereld |             |
|  | Mariëlle Tweebeeke | 2007–2010                                          | RTL 4: RTL Nieuws, Wat kiest Nederland? |             |

## U
|  | Naam       | Periode   | Programma (onder andere)                                          | Opmerkingen |
|  | ---------- | --------- | ----------------------------------------------------------------- | ----------- |
|  | Lex Uiting | 2018–0000 | RTL 4: RTL Late Night met Twan Huys (verslaggever), RTL Boulevard |             |

## V
|  | Naam                    | Periode                       | Programma (onder andere) | Opmerkingen                                           |
|  | ----------------------- | ----------------------------- | --- | ----------------------------------------------------- |
|  | Mattie Valk             | 2015–2018                     | RTL 4: RTL Boulevard (deskundige) |                                                       |
|  | Francesca Vanthielen    | 2006, 2010                    | RTL 4: Dancing on Ice, My Name Is... |                                                       |
|  | Buddy Vedder            | 2019–0000                     | RTL 4: RTL Boulevard (verslaggever), The Masked Singer (panellid), De Casting Kantine, Deal or no Deal VIPS, The Voice Kids, Holland's Got Talent, Holland's Got Talent All Stars, Stars On Stage RTL 5: Deal Or No Deal |                                                       |
|  | Roderick Veelo          | 2006–2015                     | RTL 4: Editie NL, RTL Nieuws |                                                       |
|  | Babette van Veen        | 1999–2000                     | RTL 4: Het staatslot op Locatie, Factor 4 |                                                       |
|  | Rudolph van Veen        | 2000–2005 2008–2012           | RTL 4: Life & Cooking, Rob & Rudolph's kerstdiner, The Taste of Life, The Taste of Life Basics, Life 4 you |                                                       |
|  | Peter Van de Veire      | 2021–2022                     | RTL 5: Big Brother |                                                       |
|  | Dennis van de Ven       | 2014                          | RTL 4: ZaterdagavondJURK! |                                                       |
|  | Marcel van de Ven       | 2023–0000                     | RTL 5: Online Criminelen Ontmaskerd |                                                       |
|  | Renate Verbaan          | 2006–2010 2012–2014           | RTL 4: RTL Boulevard, Ik kom bij je eten, Kanjers van Goud RTL 5: Lost in Tokyo, Project Catwalk, Revenge of the Nerds, RTL Travel's Hotlist |                                                       |
|  | Tineke Verburg          | 2004–2005 2007, 2015          | RTL 5: Nederland in Bedrijf RTL 7: Vakwerk NL, Supervrouwen |                                                       |
|  | Annemieke Verdoorn      | 1996                          | RTL 4: Tip Culinair Tv |                                                       |
|  | Ron Vergouwen           | 2018–2020                     | RTL 4: RTL Boulevard (deskundige) |                                                       |
|  | Marco Verhagen          | 2005–2009                     | RTL 4: Astrotijd VIPS, RTL Shop RTL 5: Jeroen TV RTL 8: Boys Tonight |                                                       |
|  | Thomas Verhoef          | 2005–2020                     | RTL 4: Eigen Huis & Tuin |                                                       |
|  | Rico Verhoeven          | 2023                          | Videoland: House of Glory (coach) |                                                       |
|  | Sanny Verhoeven         | 2013–2018                     | RTL 4: Go Cycling, Kampeer TV, Off Piste |                                                       |
|  | Viktor Verhulst         | 2019–0000                     | RTL 5: De Verhulstjes, Love Island Videoland: Temptation Island: Love or Leave |                                                       |
|  | Albert Verlinde         | 1992–1995 2001–2017 2024-0000 | RTL 4: Showtime, AV NU, RTL Boulevard (deskundige), Albert, de Weg naar Fame (jurylid), Let's Dance (jurylid), My Name Is Michael (jurylid), My Name Is... (jurylid), RTL Live, Stars On Stage (recensent) | [ 14 ]                                                |
|  | Rob Verlinden           | 1992–2004 2022                | RTL 4: Flora Magazine, Eigen Huis & Tuin, Rob & Rudolph’s Kerstdiner, Rob’s Tuinreizen, De Bourgondiërs |                                                       |
|  | Harry Vermeegen         | 2011–2013                     | RTL 7: Leven Als Een Prof |                                                       |
|  | Sita Vermeulen          | 2015–2016 2019 2023–0000      | RTL 4: Schoner Nederland, Trips & Travel, Mamma's Wereld |                                                       |
|  | Ellemieke Vermolen      | 2000 2002–2003 2018           | RTL 4: Het Millenniumspel, Puzzeltijd, Baas BBQ |                                                       |
|  | Jeremy Vermolen         | 200?–2007 2018–2022           | RTL 4: Lijn 4, Baas BBQ, BBQ Battle, De Bourgondiërs, Het Goede Buitenleven |                                                       |
|  | Edmee Verstraten        | 2015                          | RTL 7: Alles voor de Man |                                                       |
|  | Laurien Verstraten      | 2014–0000                     | RTL 4: Mijn Leven Mijn Gezondheid, Mij een Zorg, RTL Just Away, Life is Beautiful, Campingtijd, De Wereld van de Watersport RTL 7: Ondernemerslounge, Businesstips RTL Z: Samen Sterk tijdens Corona |                                                       |
|  | Harold Verwoert         | 2000–2001 2012–2014           | RTL 4: LifestyleXperience, Ja Wij Willen! |                                                       |
|  | Gallyon van Vessem      | 2021–0000                     | RTL 5: 112 Vandaag |                                                       |
|  | Lorraine Vestering      | 2016                          | RTL 4: Life is Beautiful |                                                       |
|  | Sammy Vinke             | 2013–2014                     | RTL 4: LifestyleXperience |                                                       |
|  | Ad Visser               | 2012                          | RTL 5: Echte Meisjes Op Zoek Naar Zichzelf |                                                       |
|  | Griselda Visser         | 1994–1996                     | RTL 4: RTL Sportnieuws |                                                       |
|  | Jacqueline Vizée        | 2006                          | RTL 4: Puzzeltijd |                                                       |
|  | Ron Vlaar               | 2021–2024                     | RTL 7: UEFA Champions League (analist), UEFA Europa League (analist), UEFA Super Cup (analist), VTBL |                                                       |
|  | Thomas van der Vlugt    | 2024-                         | Videoland: Het Jachtseizoen Most Wanted |                                                       |
|  | Erik de Vogel           | 1999–2000 2013, 2015 en 2018  | RTL 4: Van hier tot Tokio, Romancing the Globe |                                                       |
|  | Maurice Vollebregt      | 2020–0000                     | RTL 7: Ondernemerslounge |                                                       |
|  | Vincent van der Voort   | 2013–2021                     | RTL 7: RTL 7 Darts (analist) |                                                       |
|  | Loes Vork               | 2021–2023                     | RTL 4: Heel Holland Woont |                                                       |
|  | Peter van der Vorst     | 2006–2019                     | RTL 4: Showtime, RTL Actueel, The Big Entertainment Club, De 10, Pulse, Geen cent te makken, Bouwval gezocht, Van koninklijke huize, RTL Boulevard, Verhuisbericht, Van der Vorst ziet sterren, Typisch RTL, De kat in de zak, Ik kom bij je eten, Koffietijd, Wie kiest Tatjana?, Gepest!, Mijn leven in puin, Mijn huis vol dieren, RTL viert de koning, Ik kan het niet alleen, Verslaafd!, RTL Late Night, Ik zorg voor jou, Back to the Zeros, Married at First Sight, Zolang ik leef, Onschuldig?! |                                                       |
|  | Michiel Vos             | 2023                          | Videoland: Beau & Michiel in Amerika | Tevens Amerikadeskundige in verschillende programma's |
|  | Sierd de Vos            | 2009–2016                     | RTL 7: RTL Voetbal (commentator) |                                                       |
|  | Fabienne de Vries       | 1999–2001 2005–2008           | RTL 4: Your Big Break, Straat Op Stelten, Wedden dat...? RTL 5: RTL Woon & Klusmagazine |                                                       |
|  | Peter R. de Vries †     | 1995–1999 2006–2016 2016–2021 | RTL 4: Peter R de Vries; Misdaadverslaggever, RTL Actueel, RTL Boulevard (deskundige) RTL 5: Peter R. De Vries: Internetpesters Aangepakt |                                                       |
|  | Mathijs Vrieze          | 2008–2009 2011–2014 2016–2017 | RTL 4: Eten & Daten, Puur smaak, RTL Vandaag, 4ME, Trips & Travel, De dokters, Van slager tot chef |                                                       |
|  | Jorn van Vrijaldenhoven | 2019–2020                     | RTL 4: RTL Ski & More, Fit & More |                                                       |
|  | Margriet Vroomans       | 1994–1999                     | RTL 4: RTL Nieuws |                                                       |

## W
|  | Naam                    | Periode                  | Programma (onder andere) | Opmerkingen             |
|  | ----------------------- | ------------------------ | --- | ----------------------- |
|  | Viggo Waas              | 2012–2013                | RTL 4: Mannen Van Een Zekere Leeftijd, Volgende Week RTL 7: Koning Voetbal (teamcaptain) |                         |
|  | Koen Wauters            | 2010                     | RTL 4: My Name Is Michael |                         |
|  | Kelly Weekers           | 2016–2020                | RTL 4: RTL Boulevard (deskundige) |                         |
|  | Dennis Weening          | 2008–2018                | RTL 5: Expeditie Robinson, RTL Travel, Killer Karaoke, Levenslang met dwang?, Project P: Stop Het Pesten, So You Think You Can Dance, So You Think You Can Dance The Next Generation, The Hit, The Pain Game, Wipeout, Zon Zuipen Ziekenhuis: Hier is het feestje |                         |
|  | Saskia Weerstand        | 2024-0000                | RTL 4: Campingtijd |                         |
|  | Ruud ter Weijden        | 1991–2004                | RTL 4: De Véronique Ontbijt Show, Showmasters (jurylid), Bios, De Betere Sexe, Het Uur van de Waarheid, Ooggetuige, RTL Actueel, RTL Formule 1, RTL GP RTL 5: Voetbal Insite |                         |
|  | Koen Weijland           | 2021–2022                | RTL 7: UEFA Champions League (verslaggever), UEFA Europa League (verslaggever) Videoland: The Next E-Talent: Team Gullit |                         |
|  | Lucille Werner          | 1997–2001 2014 2017–2018 | RTL 4: Puzzeltijd, Hollands Hollywood, The Big Entertainment Club, Henny's House Party, Postcode Loterij Sterren Playbackshow, Postcode Loterij Zomerkampioen, Showtime, RTL Actueel, Koffietijd, 5 Uur Live |                         |
|  | Bas van Werven          | 1999–2001                | RTL 4: Schalkse Ruiters |                         |
|  | Filemon Wesselink       | 2016–2019                | RTL 4: RTL Boulevard (deskundige) |                         |
|  | Frits Wester            | 1994–0000                | RTL 4: RTL Nieuws, Wat Kiest Nederland?, RTL Verkiezingsdebat, RTL De Verkiezingen: de Uitslagenochtend | Verslaggever RTL Nieuws |
|  | Koert Westerman         | 2007–2022                | RTL 7: RTL 7 Darts, RTL Voetbal (commentator) |                         |
|  | Max Westerman           | 1989–2006                | RTL 4: Max And The City, RTL Nieuws, RTL Dossier | Verslaggever RTL Nieuws |
|  | Bas Westerweel          | 2010–2014                | RTL 4: Koffietijd, Lopen over Water, 4ME |                         |
|  | Kirsten Westrik         | 2021–0000                | RTL 5: 112 Vandaag |                         |
|  | Merel Westrik           | 2014–2019                | RTL 4: RTL Nieuws, Editie NL, Jinek (sidekick) |                         |
|  | Ymke Wieringa           | 2012–2014                | RTL 5: Britt en Ymke en het mysterie van..., Britt en Ymke aan de Bak in Blanes, Britt en Ymke stellen vragen, Echte meisjes in de jungle |                         |
|  | Samantha van Wijk       | 2013–2015                | RTL 4: Tracks & Trails |                         |
|  | Lyliane van Wijnbergen  | 2022                     | RTL 4: Bakken op de Boerderij |                         |
|  | Christof Wijnhoud       | 2003                     | RTL 4: Teleplay, Game Time |                         |
|  | Ruud de Wild            | 2010 2019–2021           | RTL 4: RTL Boulevard |                         |
|  | Ilse de Wilde           | 2017–2018                | RTL 4: Onderweg naar..., Nederland Heeft Het! |                         |
|  | Pauline de Wilde        | 2008–2011                | RTL 4: RTL Snowmagazine, Via Vacance |                         |
|  | Thijs Willekes          | 2007–2008                | RTL 4: Looking Good RTL 5: De Modepolitie 2.0 |                         |
|  | John Williams           | 1995–0000                | RTL 4: Puzzeltijd, Opnieuw beginnen, Lijn 4, The Big entertainment Quiz, Viva Oranje, Je echte leeftijd, Lunchroom, House Vision, Help, mijn man is klusser!, Help, mijn man heeft een hobby!, Bestemming bereikt, RTL Boulevard, Dancing on Ice, Een dubbeltje op z'n kant, Een dubbeltje op z'n kant in bedrijf, Bonje met de buren, Nederland vertrekt, Het spijt me, Ik kom bij je eten, Een zaak van bloemen, Back to the Zeros, Ja, ik wil..., Een taart, Sterren Houden Huis, Briljant!, Ongelofelijk Oranje!, Tiny House Battle, Boks Voor Jou, Uit De Schulden RTL 5: De slechtste chauffeur van Nederland, De slechtste chauffeur van Nederland VIPS, Mijn gezin gaat failliet, SOS: Mijn vakantie is een hel, De beste slechtste chauffeur van Nederland |                         |
|  | Hans van Willigenburg   | 1994–2001                | RTL 4: Koffietijd, Kans voor een kind, Videonieuws, Gezond & wel, Tele Kado, Uit!, Musical Awards Gala |                         |
|  | Dennis Wilt             | 2008–2019                | RTL 4: RTL Weer |                         |
|  | Pauline Wingelaar       | 2013 2019–2020           | RTL 4: RTL Wintertijd, RTL Boulevard (deskundige) |                         |
|  | Anouska Wink            | 2013 2024                | RTL 4: RTL Wintertijd, Be Beautiful, Way Of Living |                         |
|  | Aron Winter             | 2024                     | RTL 7: UEFA Champions League (analist) |                         |
|  | Giel de Winter          | 2024                     | Videoland: Het Jachtseizoen Most Wanted |                         |
|  | Harry de Winter †       | 1999–2004 2013           | RTL 5: Wintertijd RTL 7: Talking 'bout My Generation |                         |
|  | Nori de Winter          | 2023–2024                | RTL 4: Vakantie Kids |                         |
|  | Sharon Wins             | 2014–2015                | RTL 4: RTL Snowmagazine |                         |
|  | Felix van der Wissel    | 2011–2015                | RTL 4: Dit is mijn lijf |                         |
|  | Janneke Wittekoek       | 2014, 2023-2024          | RTL 4: Je Lijf Je Leven, Gezondtijd |                         |
|  | Miljuschka Witzenhausen | 2014 2016–0000           | RTL 4: Hier Moet Je Zijn!, RTL Boulevard (deskundige), Ja...Ik Wil een Taart, De Chocolade Show, Superstar Chef (jurylid), Het December Nieuws, Miljuschka kookt, Snackmasters, Kopen Zonder Kijken (eenmalig) RTL 5: Obese |                         |
|  | Mandy Woelkens          | 2022–2024                | RTL 4: RTL Boulevard (deskundige) |                         |
|  | Femke Wolthuis          | 2002–2011                | RTL 4: RTL Ontbijtnieuws |                         |
|  | Trinny Woodall          | 2010–2012                | RTL 4: Trinny & Susannah: Missie Holland |                         |
|  | Sol Wortelboer          | 2016–2019                | RTL 7: RTL Sport Update |                         |
|  | Arjan van Woudenberg    | 2022                     | RTL 4: Tuinplezier (hovenier) |                         |
|  | Rolf Wouters            | 1990–1995                | RTL 4: Bulldozer, Twins - de Tweelingenshow, Liefde op het eerste gezicht, Wedden dat...?, Rolf X Alive, Now or Never, Hoe verlies ik een miljoen? |                         |
|  | Marlène de Wouters      | 1990 2001–2002           | RTL 4: Wedden dat...?, Marlène Exclusief, Trendies, Trendies Beauty |                         |

## Y
|  | Naam            | Periode             | Programma (onder andere)                            | Opmerkingen |
|  | --------------- | ------------------- | --------------------------------------------------- | ----------- |
|  | Toprak Yalçiner | 2016                | RTL 4: Trips & Travel                               |             |
|  | Fiona Yauw      | 2017–2018           | RTL 4: Kampeer TV                                   |             |
|  | Sandra Ysbrandy | 2012–2015 2022-2023 | RTL 4: Life 4 you, Eigen huis en tuin: Lekker leven |             |

## Z
|  | Naam                          | Periode                  | Programma (onder andere) | Opmerkingen |
|  | ----------------------------- | ------------------------ | --- | ----------- |
|  | Leco van Zadelhoff            | 2000 2004–2012 2016–0000 | RTL 4: Style & Beauty, RTL Boulevard, Ik kom bij je eten, Chantal’s Beauty Camper, The Interior Project VIPS |             |
|  | Peter van Zadelhoff           | 2010–0000                | RTL 4: RTL Ontbijtnieuws, RTL Nieuws, Editie NL |             |
|  | Renate van der Zalm           | 1997                     | RTL 4: Tearoom |             |
|  | Lars Zantman                  | 2002                     | RTL 4: Game Time |             |
|  | Thijs Zeeman                  | 2020–0000                | RTL 5: Zeeman confronteert: stalkers, Zeeman confronteert, Recht Door Zeeman |             |
|  | Michiel de Zeeuw              | 2005–2018                | RTL 4: TV Makelaar, Koffietijd, Welcome Home, RTL Woonmagazine, RTL Boulevard (deskundige), Eigen Huis & Tuin |             |
|  | Chris Zegers                  | 2005–2009                | RTL 5: RTL Travel, RTL Travel Adrenaline, RTL Travel's Hotlist, RTL Travel: Share Your Planet |             |
|  | Valerio Zeno                  | 2023–0000                | RTL 4: Humberto (item), Renze (item) Videoland: Echte meisjes in de jungle, Power Couple, Paradise Hotel |             |
|  | Leontien Zijlaard-van Moorsel | 2012–2015                | RTL 4: RTL Boulevard (deskundige) |             |
|  | Simon Zijlemans               | 2016–2024                | RTL 4: RTL Boulevard (deskundige) RTL 7: RTL 7 Darts, RTL Sportquiz, UEFA Champions League, UEFA Europa League, VTBL |             |
|  | Eddy Zoëy                     | 2008–2012 2014 2019–0000 | RTL 4: RTL Boulevard RTL 5: De Weddingcrasher, Expeditie Robinson, Ibiza 24/7, Take Me Out, The Phone, Ranking The Stars, Five Days Inside, Five Days Inside Special RTL 7: RTL Autovisie Videoland: Ranking The Stars: Kerstspecial, Ranking The Stars: Valentine |             |
|  | Patty Zomer                   | 2021                     | RTL 4: Vintage Department Store |             |
|  | Erik de Zwart                 | 2010–2012                | RTL 4: RTL Boulevard (deskundige) |             |
|  | Stevie van Zweden             | 2018–2019                | RTL 4: BSportif |             |
|  | Valerie Zwikker               | 1999 2002–2003           | RTL 4: Puzzeltijd, De Kans van Je Leven, Vragenvuur |             |
|  | Nico Zwinkels †               | 1990–2004                | RTL 4: Eigen Huis & Tuin |             |
|  | Hannelore Zwitserlood         | 2017–2018                | RTL 4: 5 Uur Live (sidekick) |             |